# Uferjäger
Die Uferjäger (Dolomedes) sind eine 102 Arten umfassende Gattung innerhalb der Familie der Dolomedidae, die  zur Ordnung der Webspinnen zählt. Die Gattung ist fast weltweit verbreitet und ihre Arten bewohnen  bevorzugt Gewässer. In Mitteleuropa sind die Uferjäger mit zwei Arten, der Gerandeten Jagdspinne (D. fimbriatus) und der Gerandeten Wasserspinne (D. plantarius), vertreten. Beide Arten zählen zu den größten dort natürlich vorkommenden Spinnen.
Bei den Uferjägern handelt es sich um mittelgroß bis sehr groß werdende Vertreter der Echten Webspinnen (Araneomorphae), die eine für Spinnen einzigartige semiaquatische (sowohl an Land als auch unter Wasser) Lebensweise haben. Die Spinnen jagen sowohl an Land als auch auf und unter Wasser. Sie erbeuten andere Gliederfüßer und kleinere Wirbeltiere. Der Paarung geht ein für die Überfamilie der Lycosoidea typisch ausgeprägtes Balzverhalten voraus und das Weibchen betreibt nach Eigenart der Jagdspinnen eine intensive Brutpflege, indem es seinen Eikokon und seine Nachkommen für einige Zeit bewacht, ehe diese selbstständig über mehrere Fresshäute (Häutungsstadien) heranwachsen.

## Merkmale

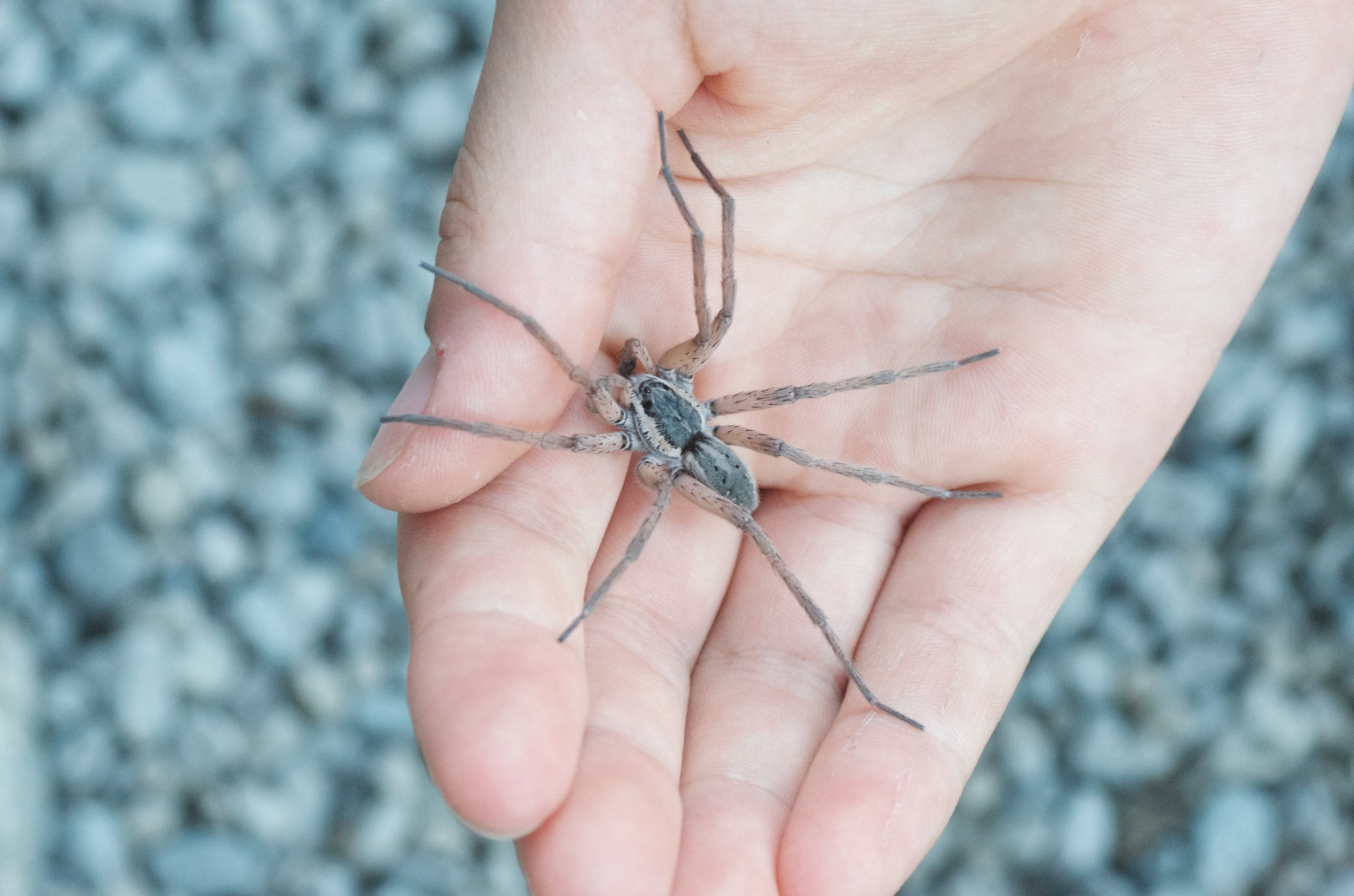
Männchen von Dolomedes aquaticus auf der Hand

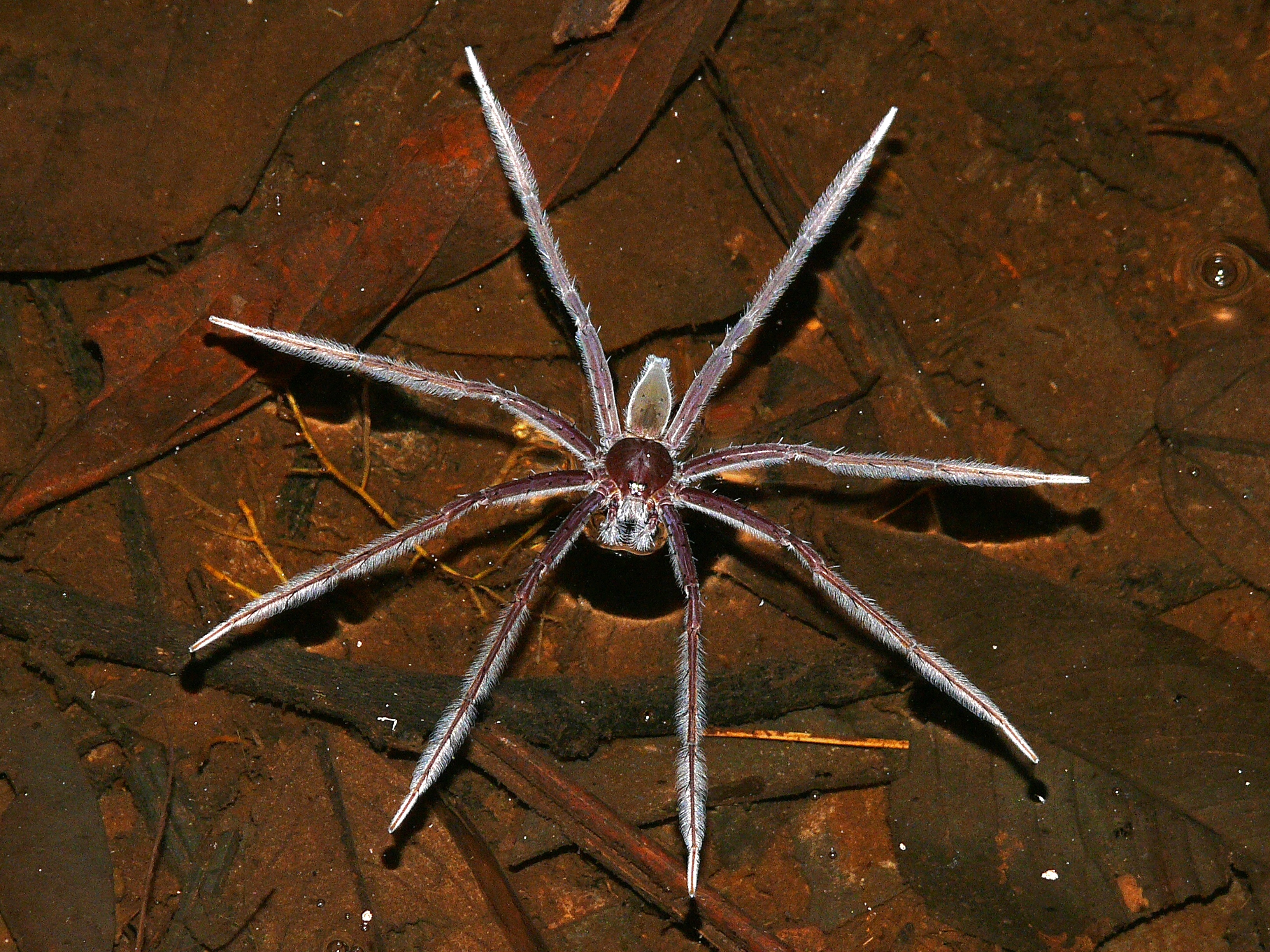
Dorsalansicht eines männlichen Uferjägers

Die Uferjäger erreichen eine gesamte Körperlänge von 6,6 bis zu 30,4 Millimetern, wobei die Individuen einiger Arten angeblich 35 Millimeter lang werden können. Damit handelt es sich um mittelgroße bis große Vertreter der Echten Webspinnen (Araneamorphae). Mit der Gerandeten Jagdspinne (D. fimbriatus) und der Gerandeten Wasserspinne (D. plantarius) gehören den Uferjägern zwei der größten Spinnen Mitteleuropas an. Allen Uferjägern ist der abgeflachte und melierte Körper sowie die langbeinige Gestalt gemeinsam. An der ventralen Körperfläche befinden sich, anscheinend mit hydrophoben (wasserabweisenden) Substanzen beschichtete Setae (chitinisierte Haare), die den Spinnen ihre Fähigkeit zum Auftrieb auf dem Wasser verleihen.

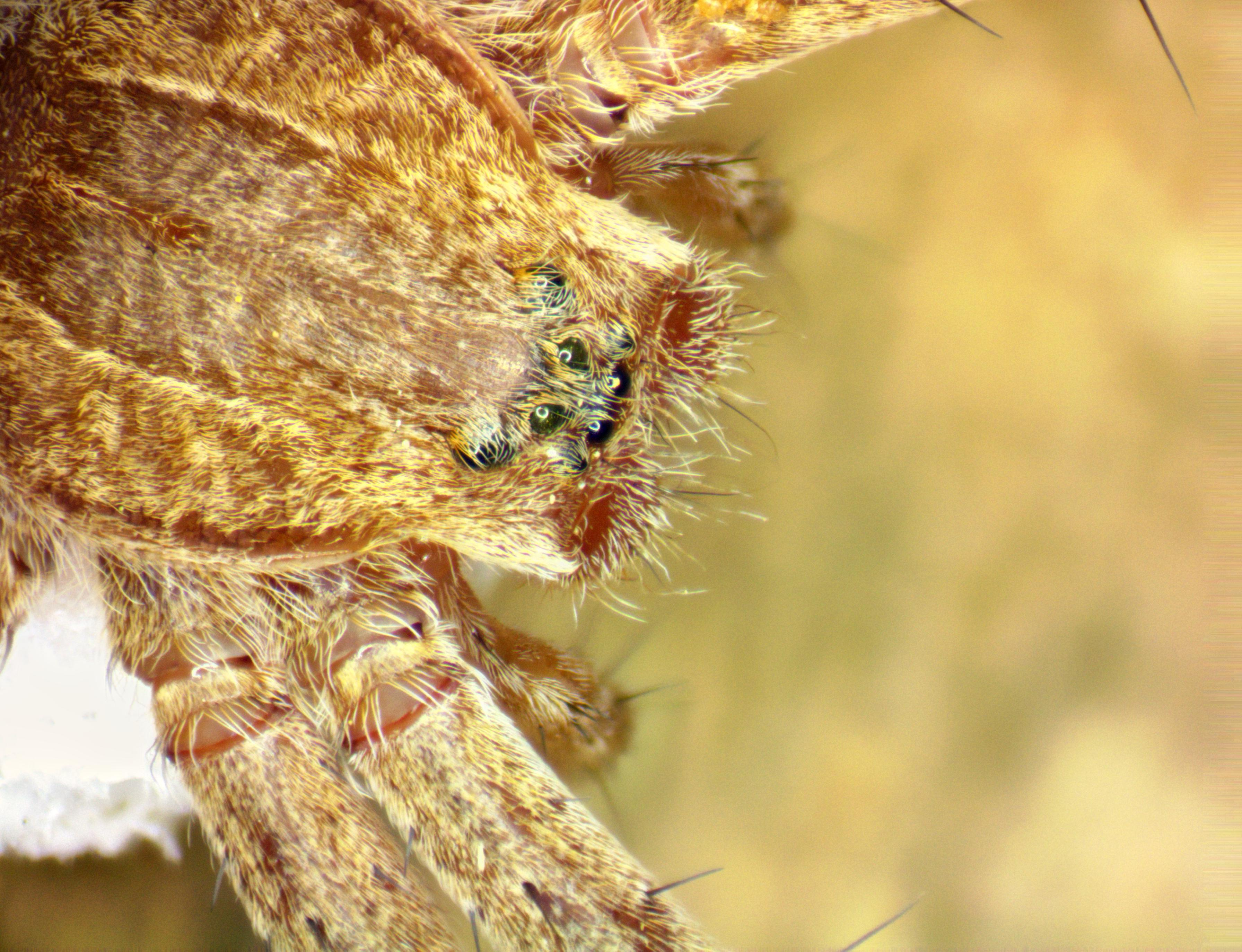
Dorsale Detailansicht des Carapax eines weiblichen Uferjägers mit den gut erkennbaren Augen

Der Carapax (Rückenschild des Prosomas bzw. Vorderkörpers) ist ziemlich einheitlich gebaut und länger als breit sowie mäßig erhöht. Der höchste Punkt des Carapax ist im Bereich der Fovea (an die Muskeln des Saugmagens ansetzende Einkerbung), die  deutlich ausgeprägt ist. Die Ränder des Carapax sind dunkel und die submarginalen (am hinteren Rand gelegenen) Bänder sind, sofern vorhanden, dunkel gefärbt und mit kurzen, dichten Setae versehen. Am posterioren (hinteren) Rand ist der Carapax leicht bis ganz eingedrückt. Uferjäger besitzen wie die meisten Spinnen acht Augen, die je zu viert übereinander in zwei transversal verlaufenden Reihen angeordnet sind, von denen die untere Reihe deutlich schmaler als die obere ist. Die Augen der unteren Reihe sind geringfügig kleiner als die der oberen. Die untere Augenreihe ist geradlinig oder leicht vorgewölbt, während die obere stark vorgebogen ist. Das mediane (mittlere) Augenrechteck zwischen den Mittelaugen ist oben deutlich breiter. Das Basalsegment der Cheliceren (Kieferklauen) ist robust gebaut und die retromarginale (innen rückseitige) Fläche der Fangfurche besitzt je vier äquidistant (zueinander gleich weit entfernt) angeordnete Zahngebilde identischer Ausmaße, während sich promarginal (innen vorderseitig) an den Furchen je drei Zahngebilde befinden. Von diesen ist das distale (von der Körpermitte entfernt liegende) das kleinste, das mediane das größte. Das dritte dieser Gebilde ist proximal, also zur Körpermitte gelegen. Das Sternum (Brustschild des Prosomas) ist lanzettförmig, vorne abgeschnitten und hinten spitz zulaufend.

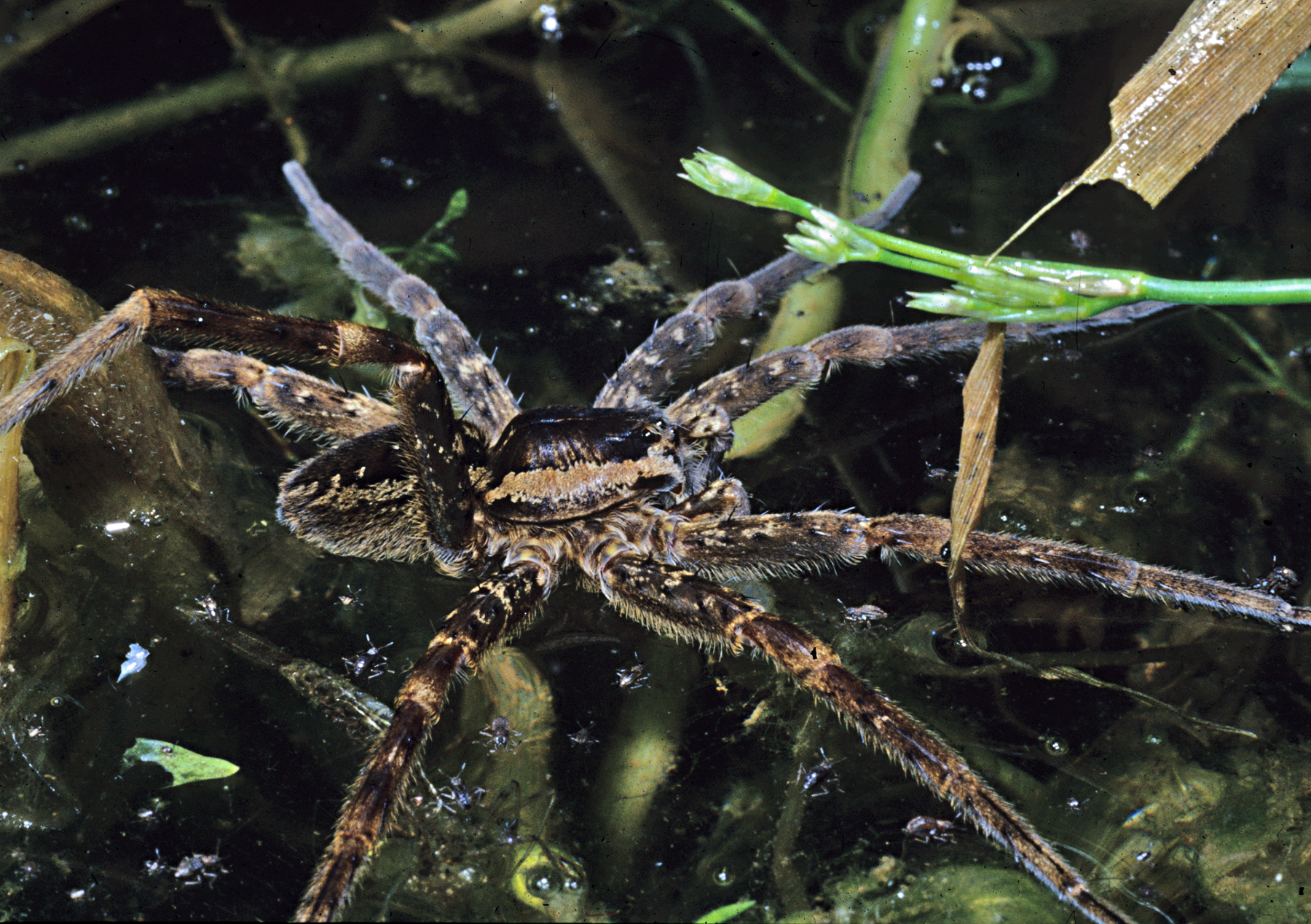
Lateralansicht eines männlichen Uferjägers mit gut erkennbaren Beinstrukturen

Die vier Beinpaare haben im Regelfall die für Spinnen übliche Längenformel 4-1-2-3, absteigend von groß nach klein. Die Beine haben eine gelbliche oder rotbraune Grundfärbung, wobei die dorsalen (oberen) Flächen gelegentlich dunkle Längsbänder aufweisen. Das erste Beinpaar ist mit mehreren Makrosetae (längeren Setae) versehen. Davon befinden sich auf den Femora (Schenkeln) je drei auf dorsaler und drei bis fünf auf prolateraler (seitlich vorgelegter) sowie vier oder fünf auf retrolateraler (seitlich rückliegender) Fläche. Die Tibien (Schienen) besitzen jeweils zwei Makrosetae auf dorsaler, prolateraler und retrolateraler Fläche sowie zusätzlich je vier ventral (unten) angelegte Paare. Von den Basitarsen (Basisglieder der Tarsen bzw. Fersenglieder) besitzt ein einzelner drei pro- und retrolaterale und vier ventrale Paare Makrosetae, während sich am Ende der Ventralfläche noch eine einzelne Makroseta befindet. Bei Männchen können die Femora des vierten Beinpaares mit Setae bedeckte Tuberkel (Höcker) oder ventral eine Ansammlung steifer Setae aufweisen. Außerdem haben bei den Femora der Pedipalpen (umgewandelte Extremitäten im Kopfbereich) die Dorsalflächen jeweils sieben Stacheln.

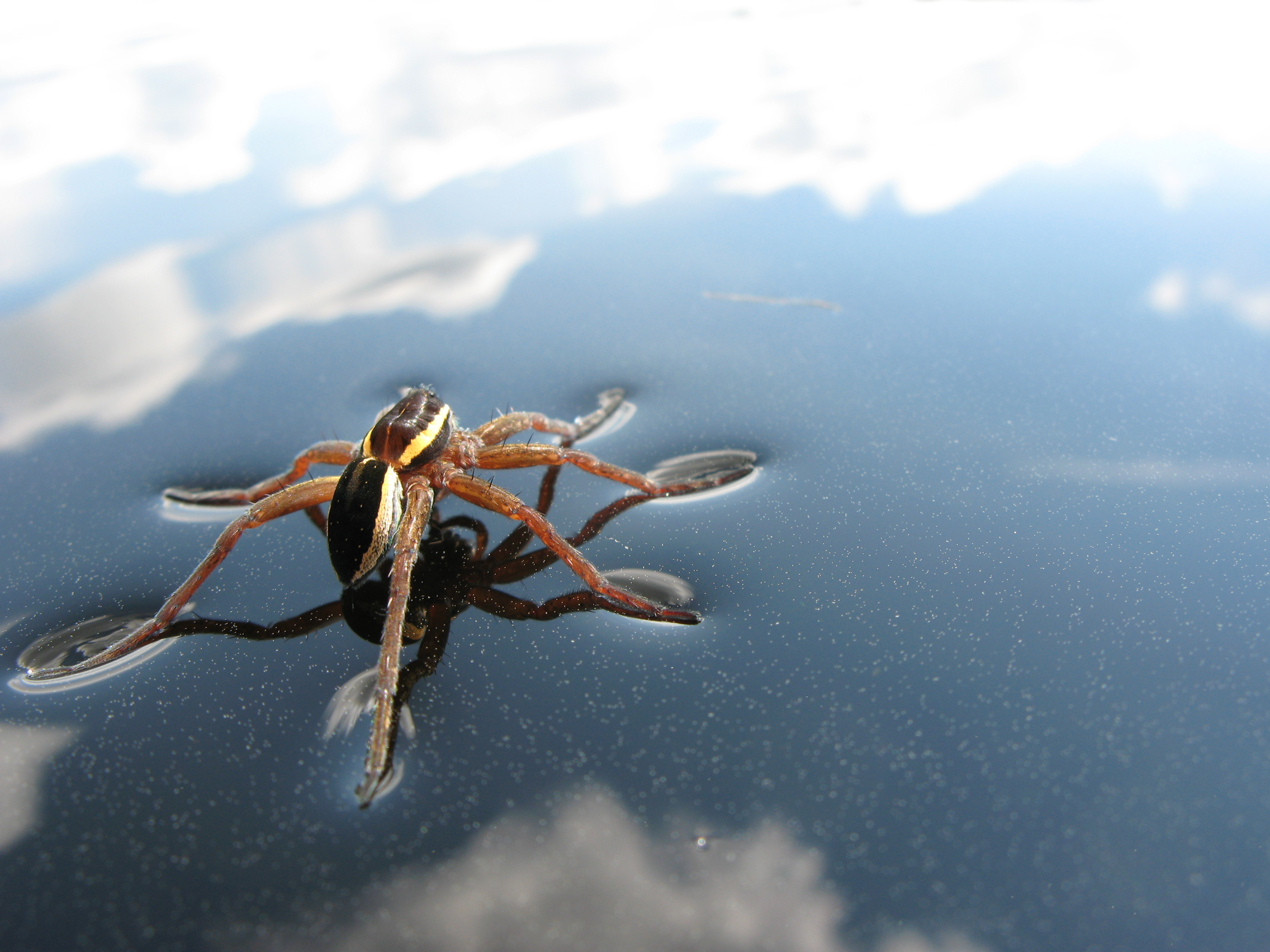
Rückansicht eines weiblichen Uferjägers mit den gut erkennbaren Zeichnungen auf dem Opisthosoma

Das Opisthosoma (Hinterleib) der Uferjäger ist kräftig gebaut. Es zeichnet  durch seine Gestalt aus, ist vorne abgeschnitten, im Zentrum am breitesten und verjüngt sich zum Ende hin. Es ist zumeist gesprenkelt, kann jedoch auch schwarz, weiß oder grau gestreift sein, wobei die Sprenkel und schwarzen Streifen simultan auftreten können. Am anterioren (vorderen) Abhang des Opisthosomas befindet sich eine Gruppe kräftiger, gebogener Setae. Beim Petiolus (dünne Verbindung zwischen Prosoma und Opisthosoma) ist das Lorum (längliches und dorsales Sklerit bzw. Hartteil) in vier Abschnitte gegliedert, von denen zwei median und zwei lateral (seitlich) angeordnet sind. Das Integument (äußere Körperhülle) des Opisthosomas ist mit einer Varietät von Setae bedeckt. Einige davon sind federartig gestaltet und befinden sich hauptsächlich in den weißen Bereichen des Opisthosomas.

### Genitalmorphologische Merkmale

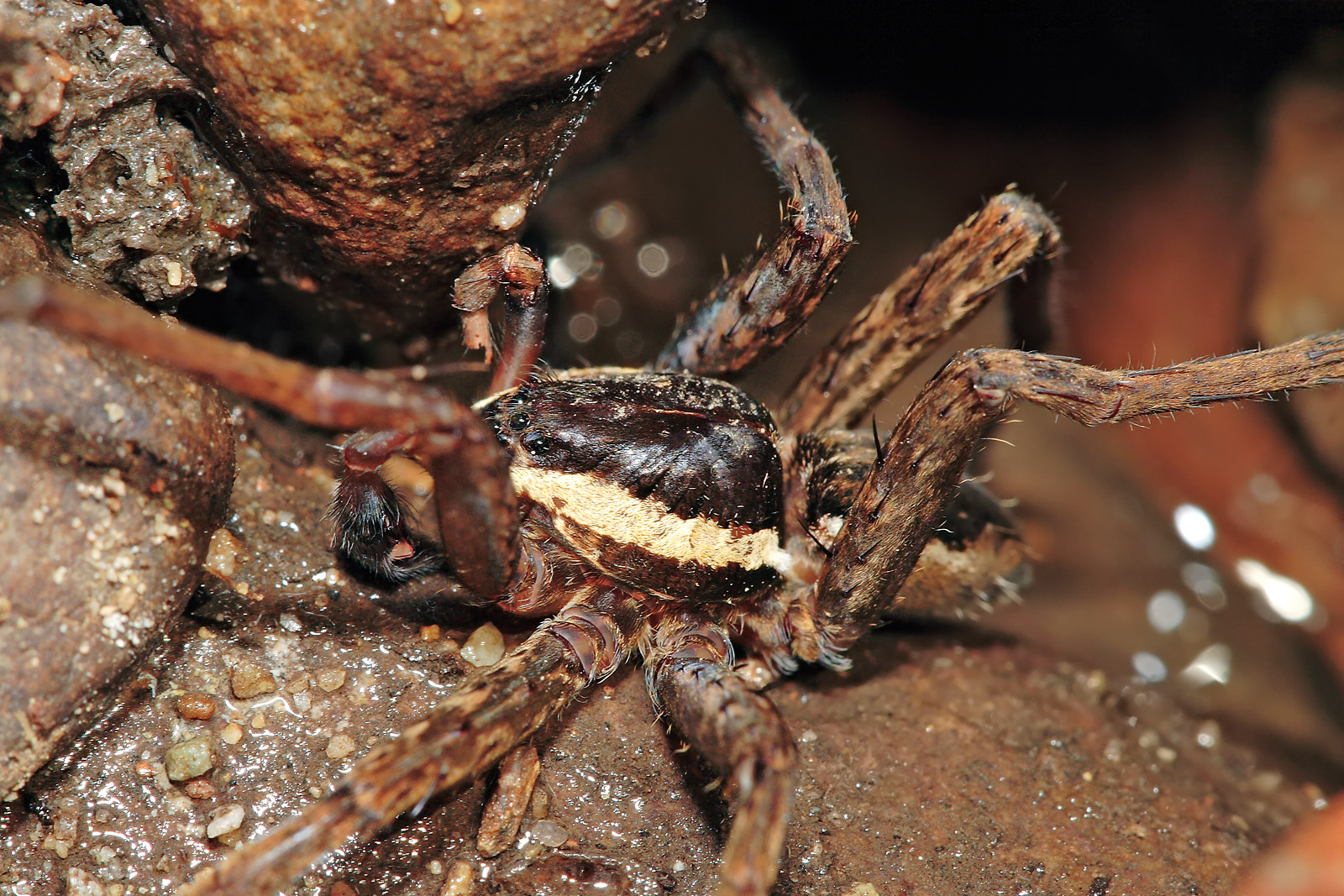
Laterale Detailansicht eines männlichen Uferjägers mit fehlenden Extremitäten. Gut erkennbar ist der letzte vorhandene der ursprünglich zwei Bulbi.

Die Pedipalpen des Männchens sind mit den Tibien mindestens so lang wie breit. An den Spitzen der Tibien befindet sich jeweils eine ventral angelegte Apophyse (chitinisierter Fortsatz) sowie eine größere, kräftigere und retrolaterale Apophyse. Ein einzelner Bulbus (männliches Geschlechtsorgan) besitzt die für Jagdspinnen (Pisauridae) typische und terminale (am Ende gelegene) Apophyse am Tegulum (zweites und mittleres Sklerit des Bulbus), die lang und schlank gebaut ist,  dessen Spitze ist trogartig geformt und stützt den distalen Teil des Embolus (drittes und letztes Sklerit des Bulbus). Das Tegulum ist eher extern ausgelegt, der Embolus ist distal und ventral zugespitzt. Der Embolus entspringt distal am Bulbus und ist dorsoventral (rückseits in Richtung bauchseits) ausgerichtet. Die dort befindliche Medianapophyse ist länglich geformt und an der Basis schlank. Die Apophyse kann auch flach und distal erweitert ausgerichtet sein. Im Regelfall ist sie allerdings flexibel.

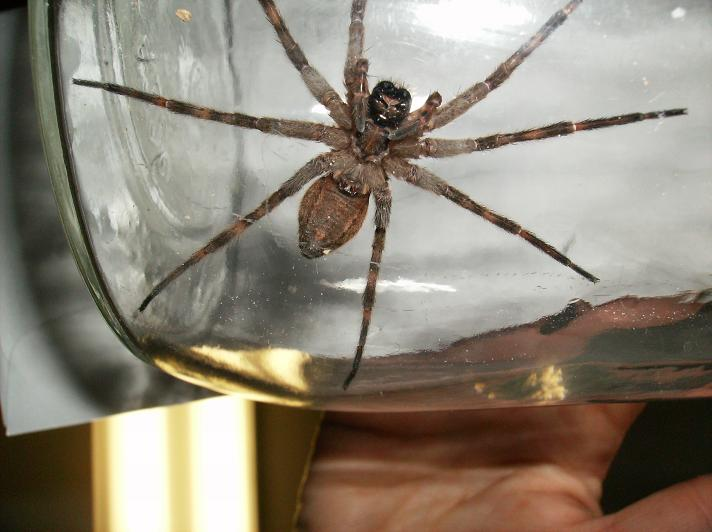
Ventralansicht eines weiblichen Uferjägers mit erkennbarer Epigyne

Die Epigyne (weibliches Geschlechtsorgan) der Uferjäger besitzt eine große dreieckige Platte. Das mediane Septum (Trennwand) ist vergleichsweise groß und eiförmig oder elliptisch geformt. Außerdem kann es an den Flanken mit großen paarigen Hohlräumen versehen sein. Die Epigyne hat drei vorgelegte sowie zusätzlich zwei weitere laterale Erhebungen, mit dunklen medialen Rändern. Die Kopulationsöffnungen befinden sich im Regelfall an den Seiten des medianen Septums und sind nicht selten durch lange, gebogene und laterale Sklerite geschützt. Die Kopulationskanäle sind kurz  und verlaufen gebogenen oder leicht gespult. Im Inneren der Epigyne befindet sich eine schmale und verjüngte Bursa copulatrix (Begattungstasche). Die Spermatheken (Samentaschen) sind dickwandig und eiförmig sowie vergleichsweise klein und leicht ausgedehnt. Die Befruchtungskanäle sind länger als die Kopulationskanäle und verlaufen oft deutlich stärker gespult.

### Differenzierung von ähnlichen Spinnen
Die Uferjäger ähneln besonders den Arten der ebenfalls zur Familie der Jagdspinnen (Pisauridae) zählenden Gattung Thalassius, die genauso eine semiaquatische (sowohl an Land als auch unter Wasser stattfindende) geprägte Lebensweise vollführen, jedoch weniger auf der Nordhalbkugel verbreitet sind. Die Uferjäger sind innerhalb der Familie jedoch durch die jeweils vier retromarginalen Zähne auf den Cheliceren charakterisiert. Außerdem sind für männliche Uferjäger der Beginn eines einzelnen Embolus am distalen Ende des jeweiligen Bulbus und die Basis eines Embolus mit flachem, abgerundetem Fortsatz typisch, während bei weiblichen Uferjägern die kurzen und gebogenen Kopulationskanäle sowie die für Jagdspinnen vergleichsweise langen Befruchtungskanäle charakteristisch sind. Die Cheliceren der Vertreter der Gattung Thalassius besitzen im Gegensatz dazu extern (außenseitig) je drei ungleich große und promarginal je drei gleich große Zähne, während bei den Männchen der Gattung die für Spinnen der Überfamilie der Lycosoidea üblichen Tibiaapophysen an den Pedipalpen zurückgebildet oder gar fehlend sind. Außerdem hat bei den Männchen ein Bulbus je eine große Medianapophyse und ein Fulcrum (Drehpunkt). Bei den Weibchen der Gattung Thalassius sind die Befruchtungskanäle entweder mit einer ventralen Aussackung oder mit einer dorsal platzierten Schlaufe versehen.
Insbesondere Männchen der Uferjäger ähneln stark denen der ebenfalls zur gleichen Familie zählenden Gattung Tasmomedes und können von diesen auch sicher anhand des Aufbaus der Geschlechtsorgane unterschieden werden. Bei den Männchen der Gattung Tasmomedes fallen jeweils das Cymbium (erstes und vorderstes Sklerit des Bulbus) und der Konduktor sowie das Fulcrum (Stütze) bei den beiden Bulbi länger aus. Die Spermatheken sind bei den Weibchen der Gattung Tasmomedes anders als bei denen der Uferjäger spiralförmig aufgebaut.
Große Ähnlichkeiten bestehen sowohl vom Habitus (Erscheinungsbild) als auch von der Lebensweise her zu den Arten der Gattung Ancylometes innerhalb der Familie der Kammspinnen (Ctenidae), was besonders den vergleichsweise kurzen und stämmigen Beinen der Vertreter beider Gattungen geschuldet ist. Außerdem haben die Männchen der Gattung Ancylometes ähnlich wie die der Uferjäger breite entweder weiß oder gelb gefärbte und marginale (am Rand gelegene) Bänder. Die Arten der Gattung Ancylometes unterscheiden sich von den Uferjägern insbesondere durch die für ihre Familie typische Augenstellung, nämlich dass die Augen in drei Reihen angegliedert sind, bei denen die oberste zwei, die mittlere vier und die untere wieder zwei Augen enthält.
Es kommt überdies gelegentlich zu Verwechslungen der Uferjäger mit den genauso auf dem Wasser lebenden, aber zur Familie der Wolfsspinnen (Lycosidae) zählenden Piratenspinnen (Pirata), die den Uferjägern ähnliche Zeichenmuster besitzen können. Allerdings bleiben die Piratenspinnen für gewöhnlich deutlich kleiner.

Beispiele für den Uferjägern ähnliche Spinnen
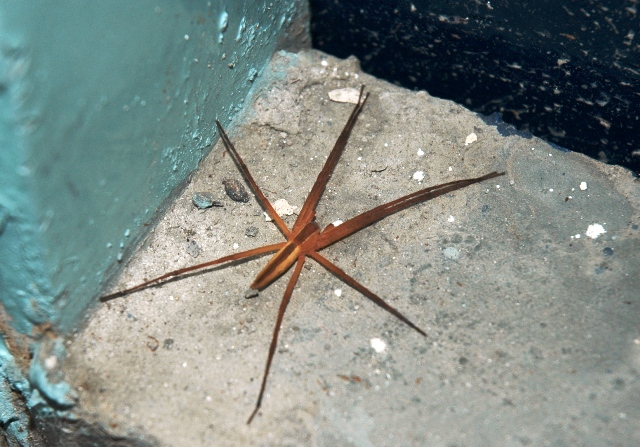
Thalassius albocinctus
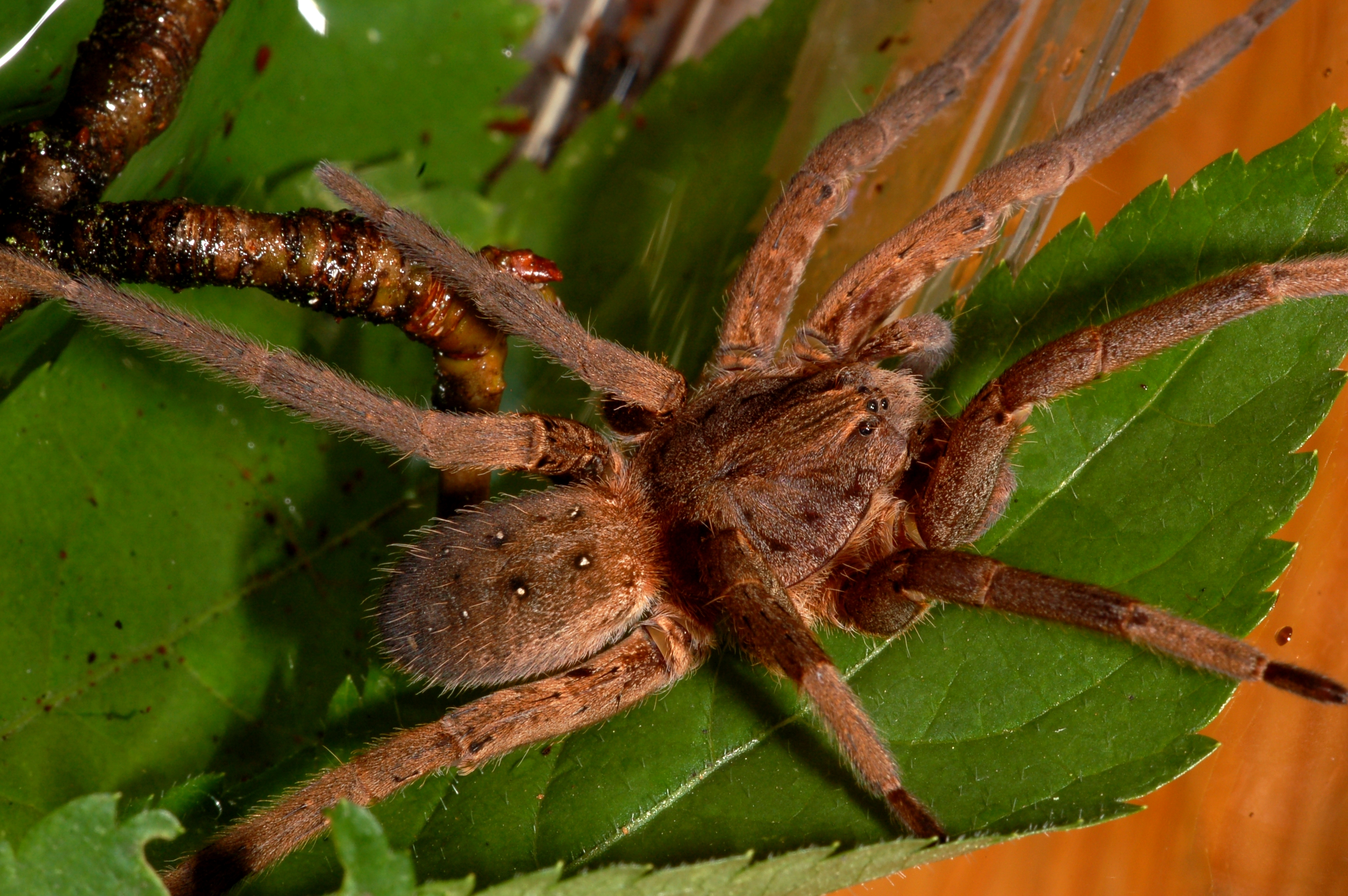
Weibchen der Wasserjagdspinne (Ancylometes bogotensis)
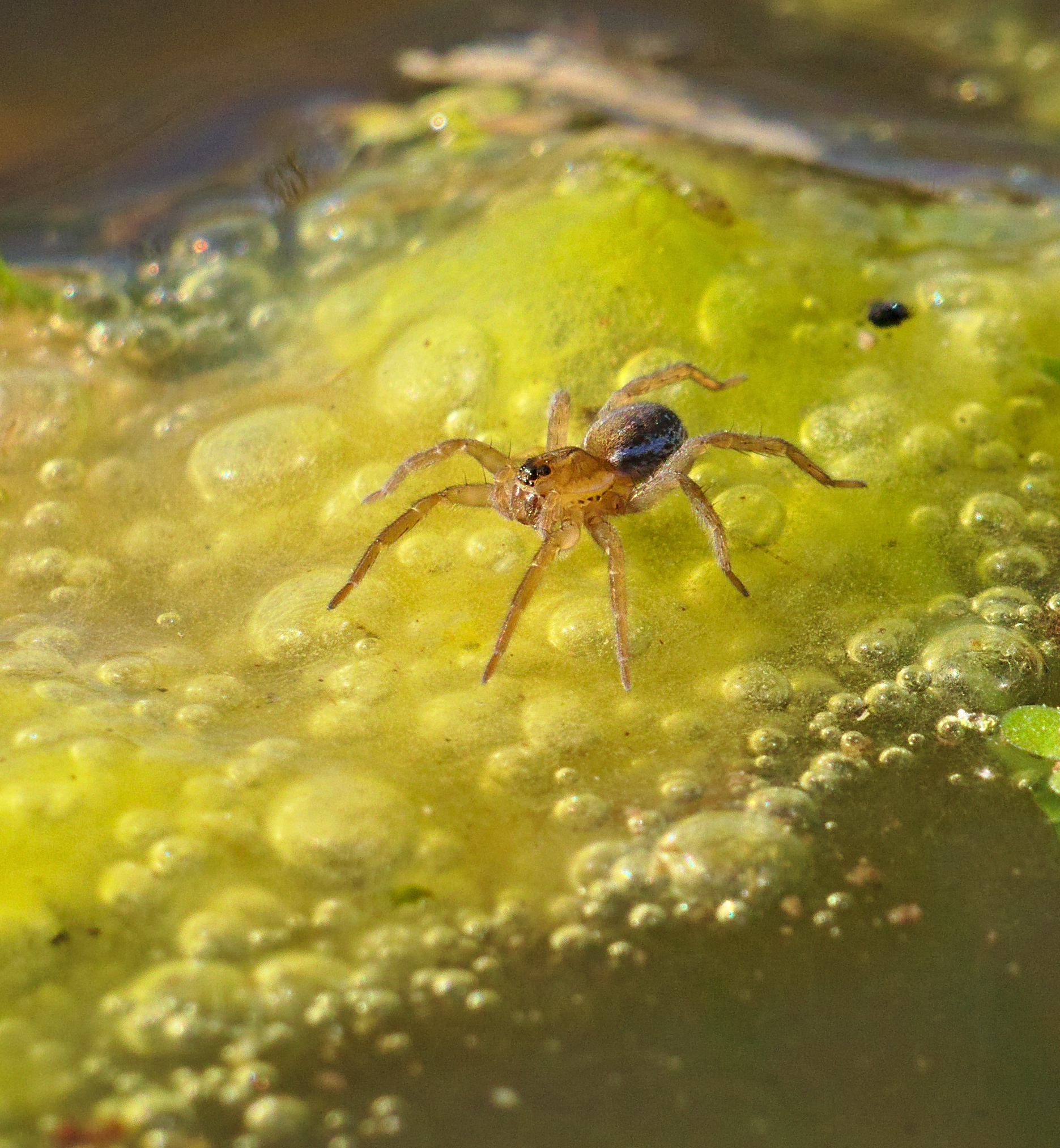
Weibchen der Piratenspinne (Pirata piraticus)

## Verbreitung und Diversität der Lebensräume

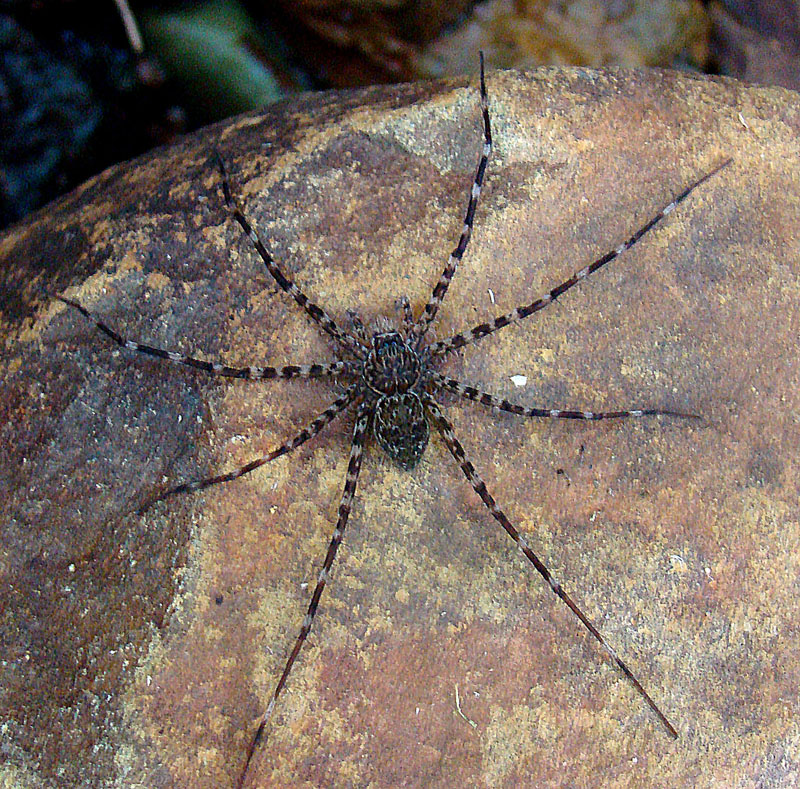
Auf einem Stein bei einem Teich ruhender männlicher Uferjäger, gefunden im Nordosten Panamas.

Die Uferjäger kommen mit Ausnahme der Antarktika auf allen Kontinenten der Welt vor. Der Verbreitungsschwerpunkt der Gattung liegt jedoch auf der Nordhalbkugel. In Europa ist die Gattung mit zwei Arten, der Gerandeten Jagdspinne (D. fimbriatus) und der Gerandeten Wasserspinne (D. plantarius), präsent. Während die Gerandete Jagdspinne dabei in Mitteleuropa gebietsweise häufig vertreten ist, so ist die Gerandete Wasserspinne nur selten nachgewiesen worden. Dafür scheint letztere Art in den Niederlanden teilweise häufig zu sein.
Uferjäger bevorzugen Süßgewässer als Habitat (Lebensraum) und halten sich zumeist in deren Nähe oder direkt auf deren Oberfläche auf. Dabei bilden permanente Gewässer die für Uferjäger üblichen Lebensräume. Trotz der allgemeinen Bevorzugung aller Uferjäger von Gewässern ist von einigen Arten, etwa D. tenebrosus oder der Sechspunkt-Jagdspinne (D. triton), bekannt, dass diese sich häufig auch weit entfernt von Gewässern aufhalten.
Insgesamt variiert die Habitatwahl in Bezug auf verschiedene Gewässertypen bei den unterschiedlichen Arten, die stark an spezifische Habitate gebunden sein können. Dies wird insbesondere dadurch deutlich, dass verschiedene Vertreter der Uferjäger zusammen je ein Flusssystem bewohnen, obgleich dort die bevorzugten Mikrohabitate der jeweiligen Arten unterschiedlich sein können. Die Festlegungen der jeweiligen Mikrohabitate sind jedoch nicht eindeutig und es kommt nicht selten zu Invasionen innerhalb dieser Areale durch Arten, die dort nicht als typisch angesehen werden. Die Spezifität eines Habitats scheint bei den Uferjägern primär von der Größe und Art des Gewässers sowie von der Vegetation bestimmt zu werden. Bezogen auf letzteren Aspekt ist jedoch unklar, ob die jeweiligen Pflanzen, die die Vegetation ausmachen, oder der dadurch entstehende Schattenanteil relevanter für eine Besiedlung durch die Spinnen ist.
Einzelne Uferjäger zeigen deutliche Präferenzen hinsichtlich ihrer bevorzugten Habitate im Zusammenhang mit der dortigen Vegetation. Ein Beispiel ist die Art D. scriptus, die am häufigsten entlang größerer, schnell fließender Bäche mit ausgeprägten Felsenformationen am Uferbereich vorkommt. Im Gegensatz dazu nimmt D. vittatus vorwiegend die Randbereiche kleinerer und schattigerer Bäche an. Die Sechspunkt-Jagdspinne und D. striatus sind häufig am Uferbereich von Teichen, Seen und stillen Nebengewässern von Bächen zu finden, wo sich diese Arten mitunter auf schwimmender und aus dem Wasser herausragender Vegetation aufhalten. Die kryptische Färbung einiger Uferjäger dient der Tarnung in ihrem Habitat. Bei den überwiegend grau und braun gesprenkelten Arten der Gattung handelt es sich um welche, die meistens Felsen oder Baumstämme bewohnen, während es sich bei den Vertretern, die Wasservegetation bevorzugen, um Uferjäger mit auffälligen Längsstreifen handelt.

## Lebensweise

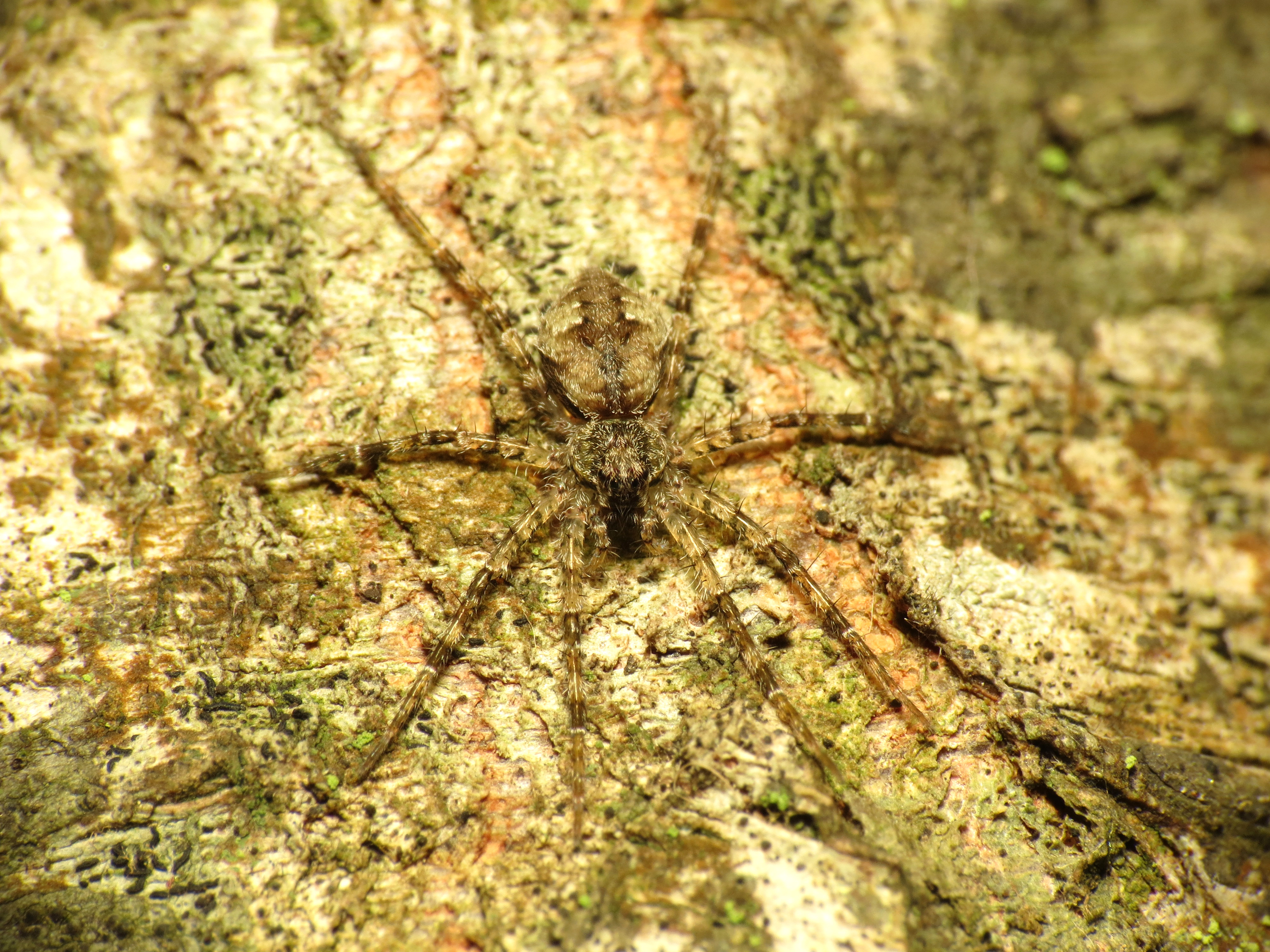
Jüngerer, gut getarnter Uferjäger auf der Rinde eines Baumes.

Uferjäger vollführen eine semiaquatische geprägte Lebensweise und bewegen sich oft mit hoher Agilität auf der Wasseroberfläche fort. An Land verweilen die Arten der Gattung zumeist reglos auf Stegen, Steinen, Baumstämmen oder anderen Objekten, die den Spinnen die Möglichkeit bieten, sich darauf zu tarnen. Außerdem stellen sowohl aus dem Wasser herausragende als auch darauf schwimmende Pflanzen häufige Aufenthaltsorte der Uferjäger dar.
Uferjäger sind sowohl tag- als auch nachtaktiv. Allerdings sind viele Arten, etwa D. minor, vermehrt nachtaktiv, während etwa die Sechspunkt-Jagdspinne (D. triton) am Tag aktiv ist. Einige Uferjäger sind tagsüber unter Felsen bei Bachbetten zu finden. Die sumpfbewohnenden Arten verstecken sich tagsüber oft in Hohlräumen von Bäumen oder deren Stämmen. Wieder andere verstecken sich nicht, sondern verweilen getarnt auf Baumstämmen.

### Schwimm- und Tauchfähigkeit

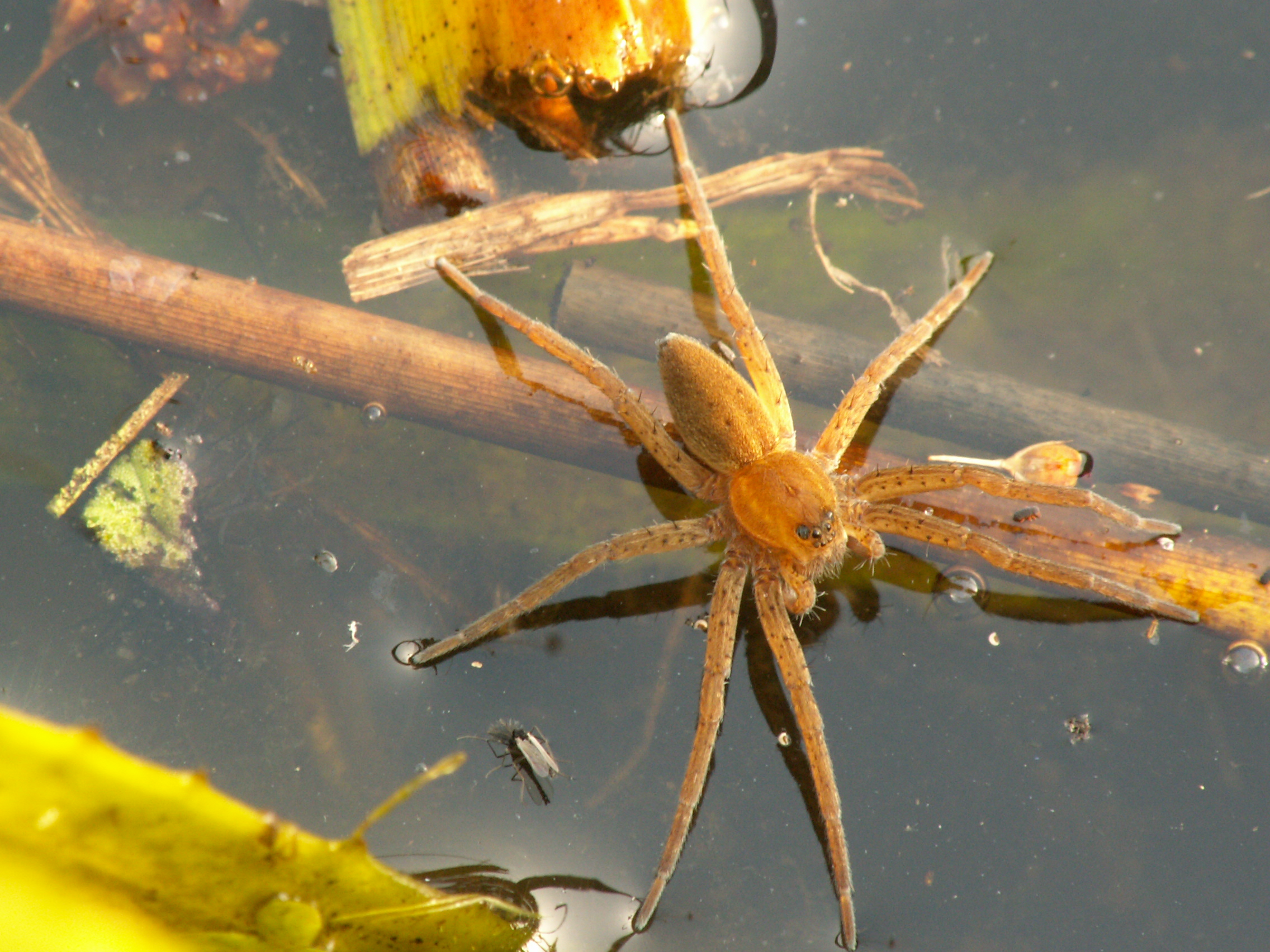
Überwiegend auf dem Wasser befindlicher weiblicher Uferjäger

Die hohe Agilität auf der Wasseroberfläche wird den Uferjägern durch die hydrophobe (wasserabweisende) Cuticula (Außenhaut des Exoskeletts, bzw. Chitinpanzers) ermöglicht. Früher nahm man an, dass Setae auf der Ventralfläche des Körpers, die mit hydrophoben Substanzen beschichtet sind, ihnen die Schwimmfähigkeit verleihen. Durch dieses Setae würden die Spinnen dieser Annahme nach Auftrieb erhalten, der sie über Wasser hält. Die Schwimmfähigkeit dient abgesehen von der Fortbewegung auf dem Wasser dazu, Prädatoren (Fressfeinden) zu entkommen und Beutetiere zu fangen.
Auf dem Wasser bewegen sich Uferjäger fort, indem sie durch ihre Beinbewegungen kleine Vertiefungen innerhalb der Wasseroberfläche erzeugen. Bei den ruderartigen Fortbewegungen nutzen die Spinnen diese Vertiefungen entsprechend ähnlich wie ein Ruder, indem sie diese mit den beiden mittleren Beinpaaren hinter sich wegdrücken. Diese Beinpaare werden bei der Fortbewegung aus dem Wasser gehoben und für den nächsten Schub nach vorne geschwenkt. Das erste und das vierte Beinpaar verbleiben still und gewährleisten den Spinnen somit Stabilität auf der Wasseroberfläche. Für eine schnellere Bewegung auf der Wasseroberfläche heben Uferjäger ihre Beine fast senkrecht an und dann führen schneideartige Bewegungen mit diesen im Wasser aus, um an Geschwindigkeit zu gewinnen. Zusätzlich können die Spinnen über die Wasseroberfläche segeln, indem sie das erste Beinpaar nach oben strecken, um dem Wind eine größere Angriffsfläche zu bieten.
Eine für Spinnen unübliche Eigenschaft der Uferjäger ist die, vollständig unter Wasser tauchen zu können, was ebenfalls der Flucht und der Jagd dient. Für das Abtauchen ist ein großer Kraftaufwand notwendig, der etwa nur durch das Abspringen von einem hoch gelegenen Objekt in das Wasser oder durch das Abtreten von einem standhaften Objekt auf der Wasseroberfläche ermöglicht werden kann. Beim Eintauchen umgibt eine Lufthülle den Körper der Spinne mitsamt den Spitzen der längsten Setae und Stacheln, durch die die Dicke des Luftraums bestimmt wird. Die Uferjäger können lange unter Wasser bleiben; einige Arten, etwa die Sechspunkt-Jagdspinne (D. triton), anderthalb Stunden oder länger. Der Durchschnitt liegt aber bei 40 Minuten. Insgesamt verbringen Uferjäger die meiste Zeit jedoch über Wasser und wenden ihre Tauchfähigkeit für gewöhnlich nur zwecks der Flucht oder der Jagd an.
Der gesamte Mechanismus scheint dem Plastron zu ähneln, der die Atmung amphibisch lebender Insekten unter Wasser gewährleistet. In diesem Falle würde eine durch die Setae gebildete Luftblase gelösten Sauerstoff zur Verfügung stellen und Kohlendioxid auflösen. Bei Versuchen, bei denen Uferjäger mit Alkohol besprüht wurden, konnten diese keine Sauerstoffhülle erzeugen und blieben nur für wenige Sekunden unter Wasser. Dabei ließ sich jedoch nicht klären, ob dies tatsächlich durch den Mangel an Sauerstoff oder durch die Einwirkung von Alkohol auf die Versuchstiere ausgelöst wurde.
Insgesamt ist es Uferjägern aufgrund dieser Fähigkeit möglich, auf der Wasseroberfläche von Teichen, Flüssen und Sümpfen sowohl gleitend als auch sprintend fortzubewegen. Im untergetauchten Zustand erhalten die Spinnen durch die an ihnen anheftende Luftschicht ein silbriges Aussehen. Aufgrund des Auftriebs unter Wasser müssen sich Uferjäger dort allerdings an beliebigen Gegenständen, darunter Baumstämmen oder Unterwasservegetation festhalten, da sie ansonsten wieder an die Wasseroberfläche gedrückt würden. Der Auftrieb hindert Uferjäger daran, ihren Halt unter Wasser zu lösen und ungehindert unter Wasser zu tauchen oder zu schwimmen.

### Jagdverhalten
Uferjäger leben wie alle Spinnen räuberisch und erlegen dabei Beutetiere vornehmlich als Lauerjäger. Die Spinnen legen dabei keine Fangnetze an, sondern erlegen Beuteobjekte entweder freilaufend an Land, oder indem sie das Wasser für Jagdzwecke verwenden.

#### Jagen an Land
Die weniger bekannte Jagdmethode, das Jagen an Land, ist bislang nicht bei allen Uferjägern nachgewiesen. Die Gerandete Jagdspinne (Dolomedes fimbriatus) beispielsweise scheint im Gegensatz zu anderen Uferjägern bevorzugt an Land lebende Gliederfüßer zu erbeuten. Somit bilden semiaquatische Arthropoden zumindest bei dieser Art ebenso wie Wirbeltiere nicht ihre Hauptbeute.
Ein weiteres Beispiel ist die in der japanischen Präfektur Okinawa vorkommende Art D. orion. Ihr Beutespektrum umfasst verschiedene Insekten, Weberknechte, andere Spinnen, Krebstiere wie Süßwasserkrabben und -garnelen, die beiden dort endemischen Froschlurche Rana ulma und Odorrana narina sowie die Art Diploderma polygonatum aus der Familie der Agamen. Damit zählen neben anderen amphibischen und semiaquatischen Beutetieren auch solche zum Beutespektrum, die fernab von Gewässern auftreten. Die im gleichen Gebiet vorkommende Art D. raptor fängt Insekten wie Heuschrecken, indem sie sie mit den weißen Flecken an ihren Beinen anlockt.

#### Jagdablauf auf und unter Wasser
Die bekanntere Methode des Jagdablaufs auf und unter Wasser gliedert sich in die Lauerphase, das Wahrnehmen von Beute, den Zugriff, die Immobilisierung sowie den Verzehr, bevor die Spinne nach Abschluss der Nahrungsaufnahme ihren Körper reinigt. Diese Methode der Jagd wurde vor allem 1979 von David S. Williams anhand der in Neuseeland vorkommenden Arten der Gattung erforscht.

##### Lauern auf Beutetiere

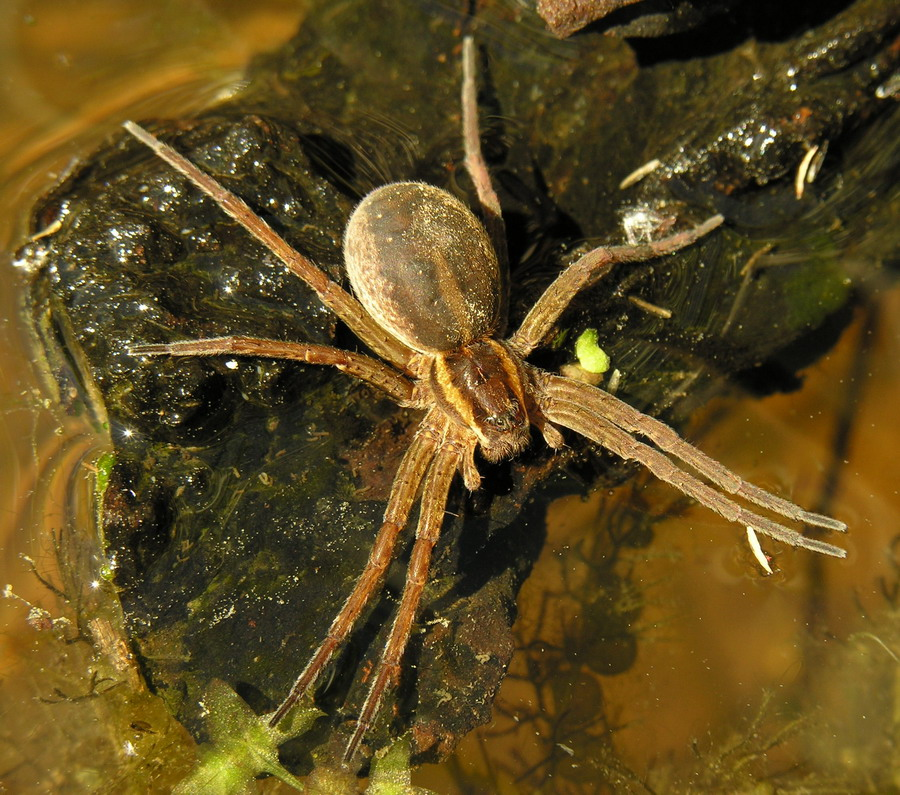
Auf Beute lauernder weiblicher Uferjäger

Uferjäger nehmen auf der Wasseroberfläche eine charakteristische Lauerhaltung ein, bei der sich die Tiere mit den hinteren Beinpaaren an einem schwimmenden oder aus dem Wasser herausragenden Gegenstand festhalten, während die vorderen Beinpaare auf der Wasseroberfläche positioniert werden. In dieser Haltung verweilen die Spinnen nicht selten im Großteil ihrer Aktivitätszeit.

##### Aufspüren von Beutetieren
Uferjäger sind bei der Jagd auf und unter Wasser sowohl auf mechanische als auch auf chemische Reize für das Wahrnehmen von Beutetieren angewiesen, wobei die chemische Registrierung der Beutetiere scheinbar mithilfe von Sensillen (Sinneshaaren) erfolgt. Dazu besitzen sie wie einige andere Spinnen sowohl längere und gerade Sensillen, die dem Tastsinn dienen, als auch kürzere gebogene, die mit Chemorezeptoren ausgestattet sind. Neben den Sensillen verfügen sie über gut ausgebildete Trichobothria (Tasthaare) zum Wahrnehmen von Luftbewegungen. Dem Wahrnehmen von Geräuschen dienen, wie bei Spinnentieren (Arachnida) üblich, die sogenannten lyraförmigen Organe auf dem Exoskelett. Ins Wasser geratene Fliegen beispielsweise können von Uferjägern durch von deren Flügelschlägen ausgelösten Vibrationen aus Entfernungen von 30 bis 40 Zentimetern bei einer Frequenz von etwa 500 Hertz wahrgenommen werden.
Der Sehsinn scheint bei den Uferjägern während der Jagd nicht von essentieller Bedeutung zu sein, da auch Individuen, deren Augen in Versuchsreihen bedeckt wurden, problemlos jagen konnten. Es gibt keine genauen Analysen über die Sehfähigkeit der Uferjäger. Es wird vermutet, dass diese ähnlich wie bei den Spinnen der Überfamilie Lycosoidea ausgebildet ist.

##### Zugriff und Immobilisierung

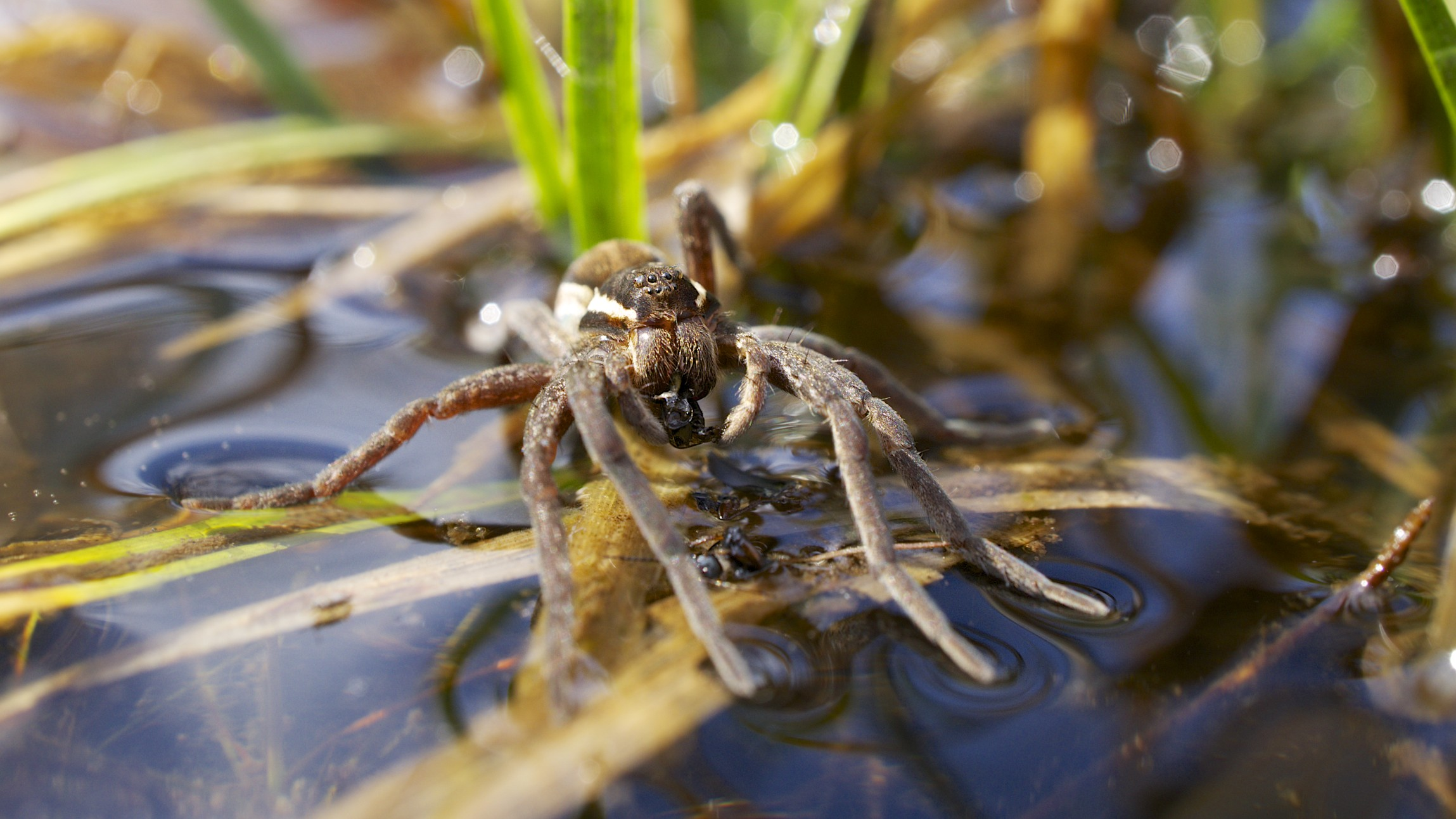
Weiblicher Uferjäger beim Verzehr von Beute

Wird ein Beutetier, etwa ein Insekt, durch die Vibrationen im Wasser geortet, stürzt sich der Uferjäger darauf und ergreift es. Deshalb ist es wahrscheinlich, dass die von Beutetieren verursachten Bewegungen sowohl den Jagdinstinkt der Uferjäger auslösen als ihnen auch ihren Standort verraten. Der Zugriff erfolgt normalerweise in einer schnellen Bewegung. Sollte der Uferjäger jedoch sein Ziel nach dem ersten Anpeilungsversuch nicht mehr lokalisieren können, etwa, weil dieses sich vorerst nicht mehr bewegt, wird der Uferjäger sich bis zu erneuten Bewegungen des Beutetieres ebenfalls nicht rühren.
Beim eigentlichen Zupacken ergreifen Uferjäger ihre Beutetiere zügig mit den Pedipalpen und den Cheliceren; dabei durchdringen sie, wie bei Spinnen üblich, die Außenhaut des Beutetieres, sodass die Uferjäger ihr Gift injizieren können. Nicht selten werden Beutetiere von Uferjägern mehrmals an verschiedenen Stellen gebissen, was möglicherweise dazu dient, das Abtöten von Beutetieren durch Zerquetschen zu beschleunigen sowie die Verbreitung der abgesonderten Enzyme und des Giftes im Körper des Beutetieres zu beschleunigen. Beutetiere in der Größe von Schmeißfliegen lassen sich dadurch innerhalb weniger Minuten immobilisieren.

##### Verzehr

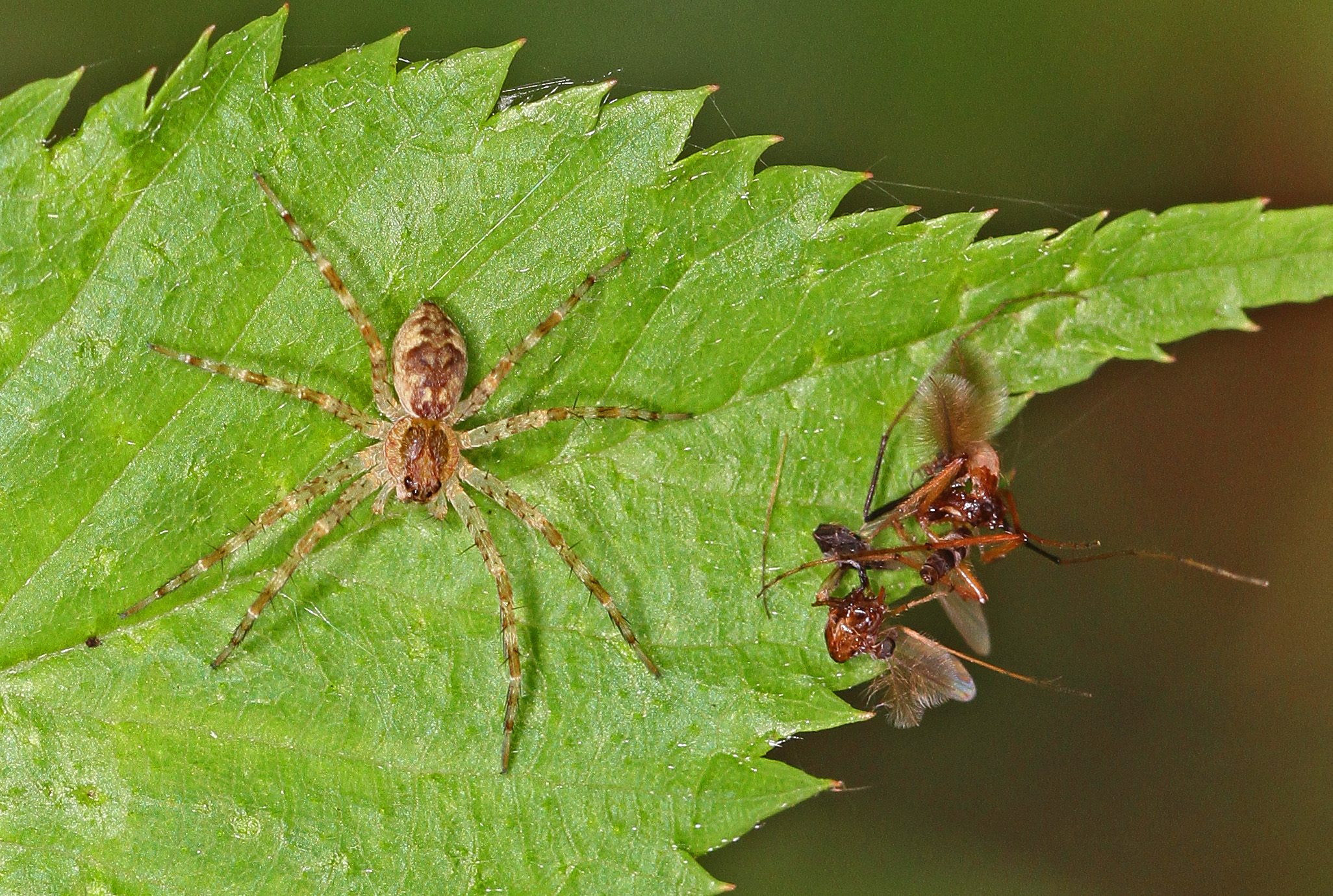
Junger Uferjäger, rechts die Reste eines von diesem ausgesogenen Beutetiers.

Während die Immobilisierung von Beutetieren sowohl auf als auch unter Wasser stattfinden kann, ist der Verzehr lediglich oberhalb der Wasseroberfläche möglich, da sonst die für das bei Spinnen übliche Aussaugen von Beutetieren notwendigen Verdauungssekrete wirkungslos bleiben würden. Deshalb tauchen die Tiere nach einem geglückten Fang unter Wasser unmittelbar wieder auf und suchen Halt für die Nahrungsaufnahme. Ist ein solcher nicht gegeben, treiben die Uferjäger auf dem Wasser und halten ihre Beute über der Wasseroberfläche. Dafür wird das Opisthosoma teilweise unter Wasser gehalten, während die vorderen Gliedmaßen und insbesondere die Pedipalpen sowie das erste Beinpaar eingezogen werden, damit der Frontalbereich des Körpers angehoben werden kann.

##### Verhalten während des Verzehrs und mehrfaches Erbeuten
Sollte ein Uferjäger während des Zugriffs auf ein Beutetier noch mit dem Verzehr eines anderen beschäftigt sein, wenn das ergriffene Beutetier größer ist oder wenn es sich gegen den Angreifer wehrt, nutzt der Uferjäger zusätzlich seine Beine, um den Halt am Beutetier zu sichern. Spinnseide kommt weder für den Fang noch für die Sicherung bereits gefangener Beutetiere zum Einsatz. Größere Beutetiere werden von den Uferjägern abgefangen und, sollte der Jäger sich mit einem Felsen verankert haben, auf diesen gezogen und dort verzehrt. Bei kleineren Beutetieren nehmen die Spinnen kurze Zeit nach dem Ergreifen wieder die Stelle ein, die sie auch zum Lauern verwendet haben, und lauern dort erneut auf Beute. Dadurch ist es den Spinnen möglich, bereits während der Nahrungsaufnahme weitere Beutetiere zu erkennen, die bei folgenden Fangversuchen erbeutet werden können. Mit abnehmendem Nahrungsbedarf nimmt jedoch auch die Reaktionsfreudigkeit der Uferjäger sukzessive ab, ehe die Spinnen keinerlei Reaktionen auf weitere potentielle und in Reichweite befindliche Beutetiere mehr zeigen.
Bei Störungen während des Verzehrs lassen Uferjäger ihre Beutetiere fallen und ergreifen die Flucht, wenn aversive (ablehnende) Reize ausgelöst werden oder die Beute fast vollständig verwertet wurde. Bei kürzlich gefangenen Beutetieren können Uferjäger in diesem Fall jedoch auch mitsamt diesen untertauchen, wobei sie dann mit den Beuteobjekten bis zu 30 Minuten unter Wasser verbleiben können. Der Zustand des Beutetieres verändert sich dabei nicht. Während der Nahrungsaufnahme werden die Beutetiere von den Uferjägern durch die Bearbeitung mittels der Cheliceren und der Pedipalpen nach und nach zu bolusartigen Objekten verarbeitet. Am Ende sind diese dann überwiegend verwertet und lediglich die äußere Haut (im Falle von erbeuteten Gliederfüßern mitsamt deren Exoskeletten) verbleiben. Im Griff befindliche Beutetiere werden, sobald das Bedürfnis an Nahrung vollends gedeckt ist, fallengelassen.

##### Reinigung

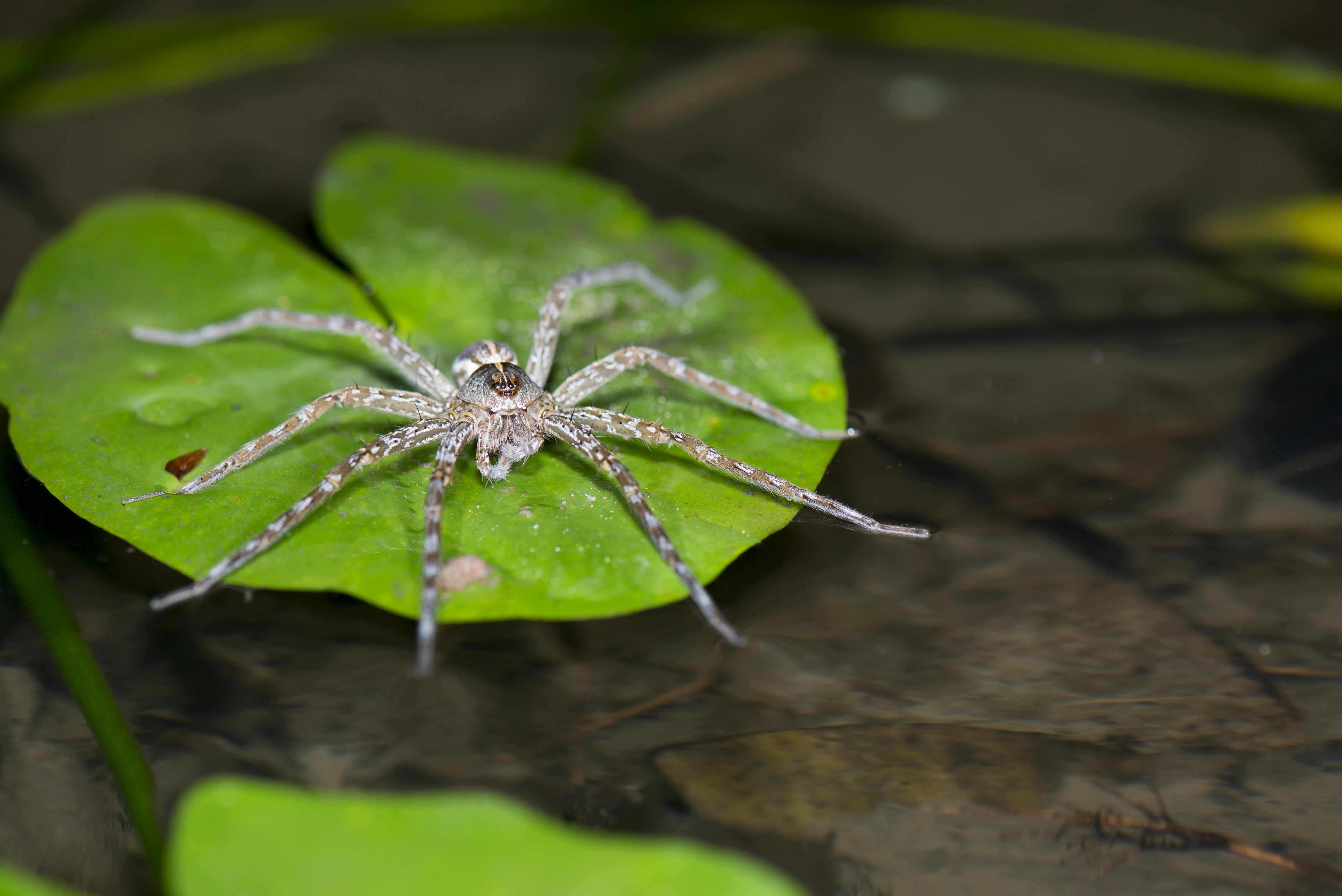
Sich reinigendes Weibchen von Dolomedes raptor

Nach abgeschlossenen Verzehr beginnen Uferjäger zumeist mit einer Körperreinigung. Dabei werden die Beine jeweils einzeln und die Pedipalpen zwischen den zuvor angefeuchteten Cheliceren abgestreift. Darüber hinaus werden mithilfe der Pedipalpen die anterioren und ventralen Bereiche des Prosomas abgewischt sowie die Beine gestrichen, was oft mit einer sehr schnell und schwingend ausgeführten Reibbewegung beider Pedipalpen aneinander endet.
Es gibt keine einheitliche Regelung bei den Uferjägern für das Ausüben dieses Verhaltens und es wird von den Spinnen auch dann getätigt, wenn keine Nahrungsaufnahme unmittelbar zuvor stattgefunden hat. Neben dem eigentlichen Reinigen des Körpers dient diese Tätigkeit wohl auch dazu, die für die Sinneswahrnehmungen der Spinnen notwendigen Setae neu nachzurichten.

#### Beutespektrum und seine Differenzen sowie Jagderfolg
Uferjäger sind opportunistische Räuber und besitzen kein spezifisches Beutespektrum. Der Großteil der Beutetiere wird allerdings sowohl bei den Jungtieren als auch bei den ausgewachsenen Spinnen durch aquatische Insekten gebildet und der Großteil an Beutetieren innerhalb dieser Klasse wiederum wird durch Vertreter gebildet, die sich bevorzugt entweder in Ufernähe, an der Wasseroberfläche oder zwischen Steinen, wo auch Uferjäger am häufigsten vorfindbar sind, aufhalten. Bei Versuchen unter Laborbedingungen nahmen Uferjäger eine Vielzahl an Wirbellosen, darunter Heuschrecken, Larven von Großflüglern aus der Gattung Archichauliodes, Bienen und andere Spinnen genauso wie Regenwürmer als Beutetiere an.
Bei vielen Arten der Uferjäger wird das Beutespektrum durch Kaulquappen und kleinere Fische erweitert. Dabei ließ sich ebenfalls in Gefangenschaft der erfolgreiche Fang von Schläfergrundeln aus der Gattung Gobiomorphus mit Körperlängen von bis zu vier Zentimetern belegen, wobei diese Fische auch in den gleichen Habitaten wie einige Uferjäger vorkommen, sodass womöglich auch diese zum Beutespektrum einzelner Uferjäger zählen können. Daneben ist bekannt, dass Uferjäger auch tote Beutetiere annehmen, die nach bisherigen Kenntnissen sogar bereits zwei Monate zuvor verendet sind, wobei auch dies bisher lediglich in Gefangenschaft nachgewiesen werden konnte.
Die Erfolgsquote der Jagdversuche scheint von den jeweiligen Beutetieren abhängig zu sein. Schmeißfliegen etwa werden nachweislich häufig erfolgreich von den Spinnen gefangen, was auch im Flug befindliche Individuen in Reichweite mit einbeschließt. Im Gegensatz dazu sind Fangversuche bei Fischen seltener von Erfolg gekrönt. Allerdings zeigen Uferjäger auch nach Misserfolgen keine abnehmenden Reaktionsfähigkeiten und versuchen auch Fische mehrmals hintereinander zu erbeuten, wenn die zuvor getätigten Fangversuche erfolglos waren.

Uferjäger mit verschiedenen Beutetieren
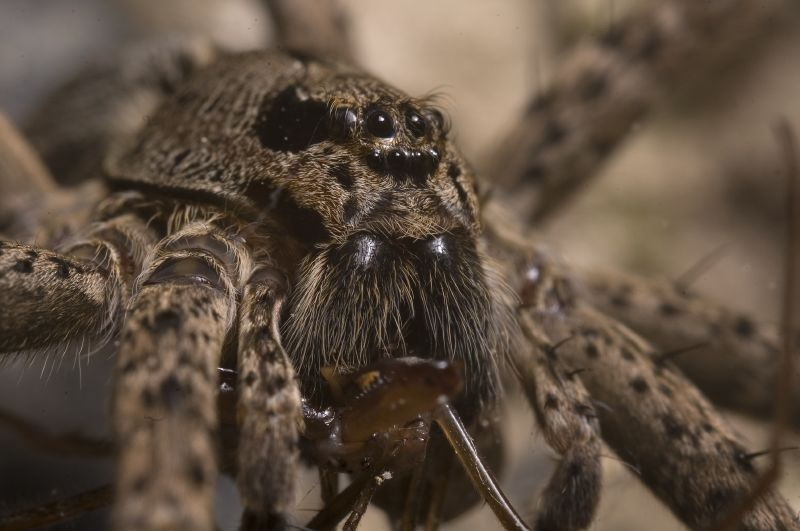
Nahaufnahme eines weiblichen Uferjägers mit erbeutetem Gliederfüßer
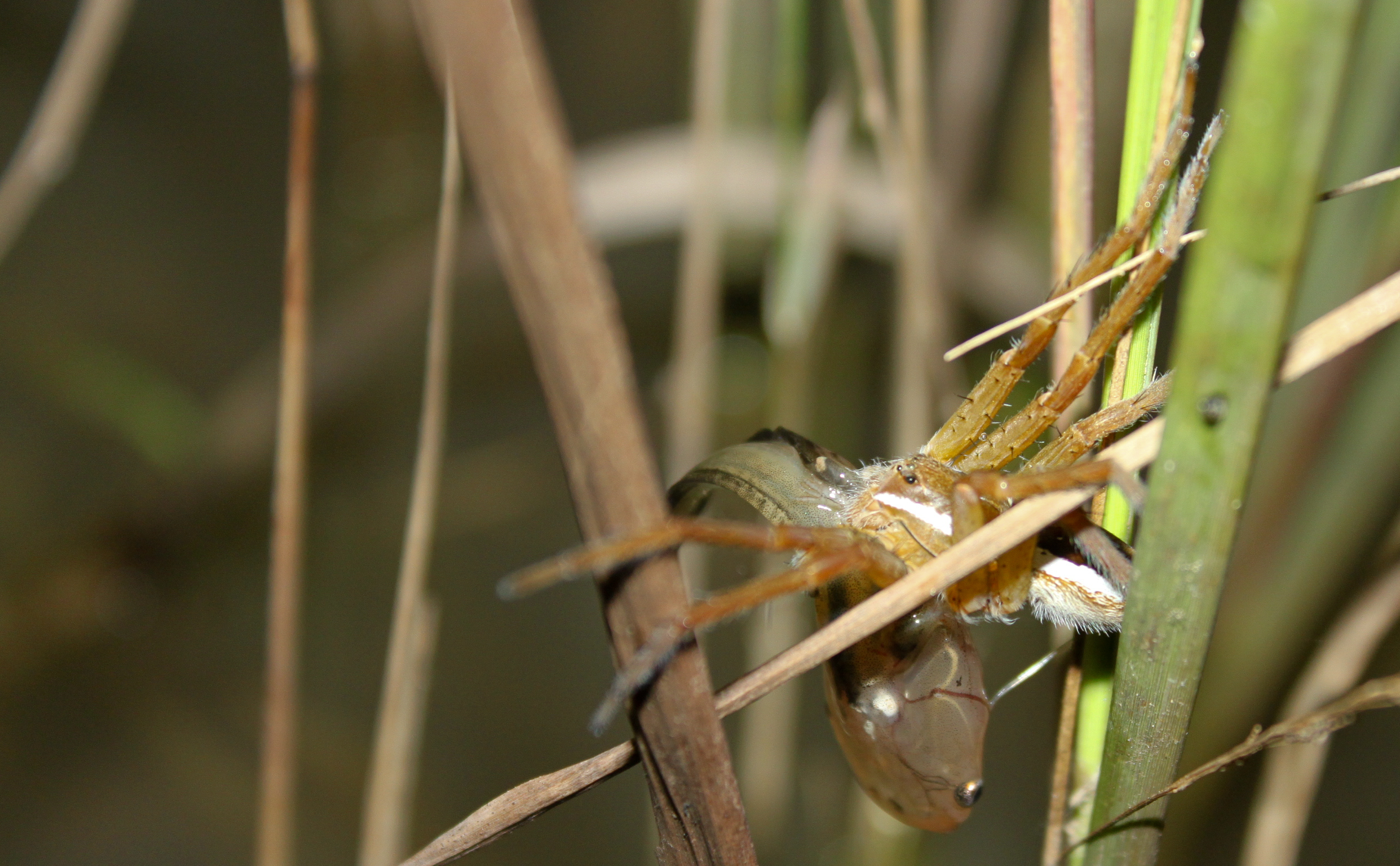
Kaulquappe des Äquator-Krallenfroschs (Xenopus epitropicalis) als Beute eines weiblichen Uferjägers
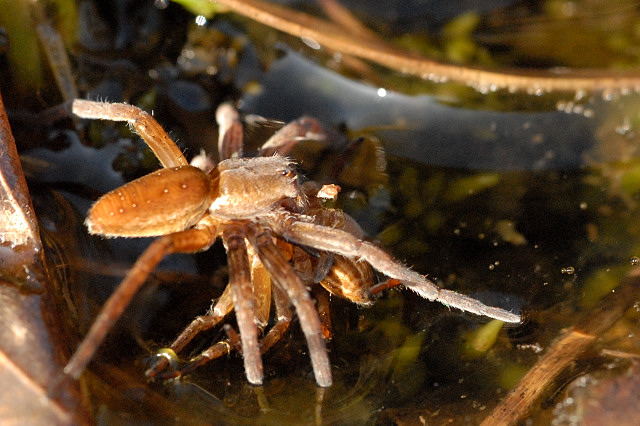
Weiblicher Uferjäger mit einer anderen Spinne (vermutlich ein anderer Uferjäger) als Beute
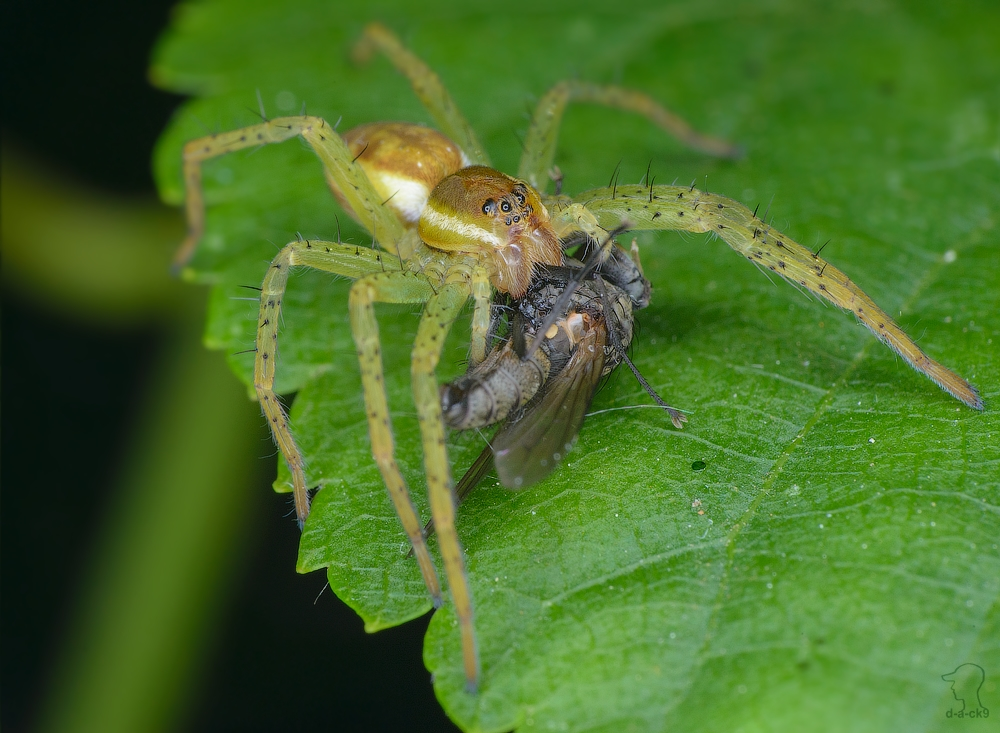
Junger Uferjäger mit erbeuteter Fliege

#### Häufigkeit der Nahrungssuche
Die Häufigkeit der Jagdunternehmungen wird bei den Uferjägern von der Größe der Beutetiere mitbestimmt. Im Falle von kleineren Beuteobjekten, etwa Insekten, werden häufig auch mehrere von den Spinnen gleichzeitig erlegt und verzehrt. Dadurch wird es den Uferjägern ermöglicht, ihren Nahrungsbedarf großflächiger zu decken und Jagden erst wieder zu späteren Zeitpunkten zu unternehmen. Das kann insbesondere bei den nachtaktiven Arten von Vorteil sein, da zu deren Aktivitätszeit wiederum deutlich weniger Fluginsekten aktiv sind. Dies ist auch allgemein innerhalb der kälteren Jahreszeiten der Fall, wobei diesem Problem hier vermutlich durch den verlangsamten Stoffwechsel der Uferjäger und den daraus resultierenden geringeren Nahrungsbedarf entgegengewirkt werden kann.

### Feinde, Parasiten und Kannibalismus sowie Verteidigung

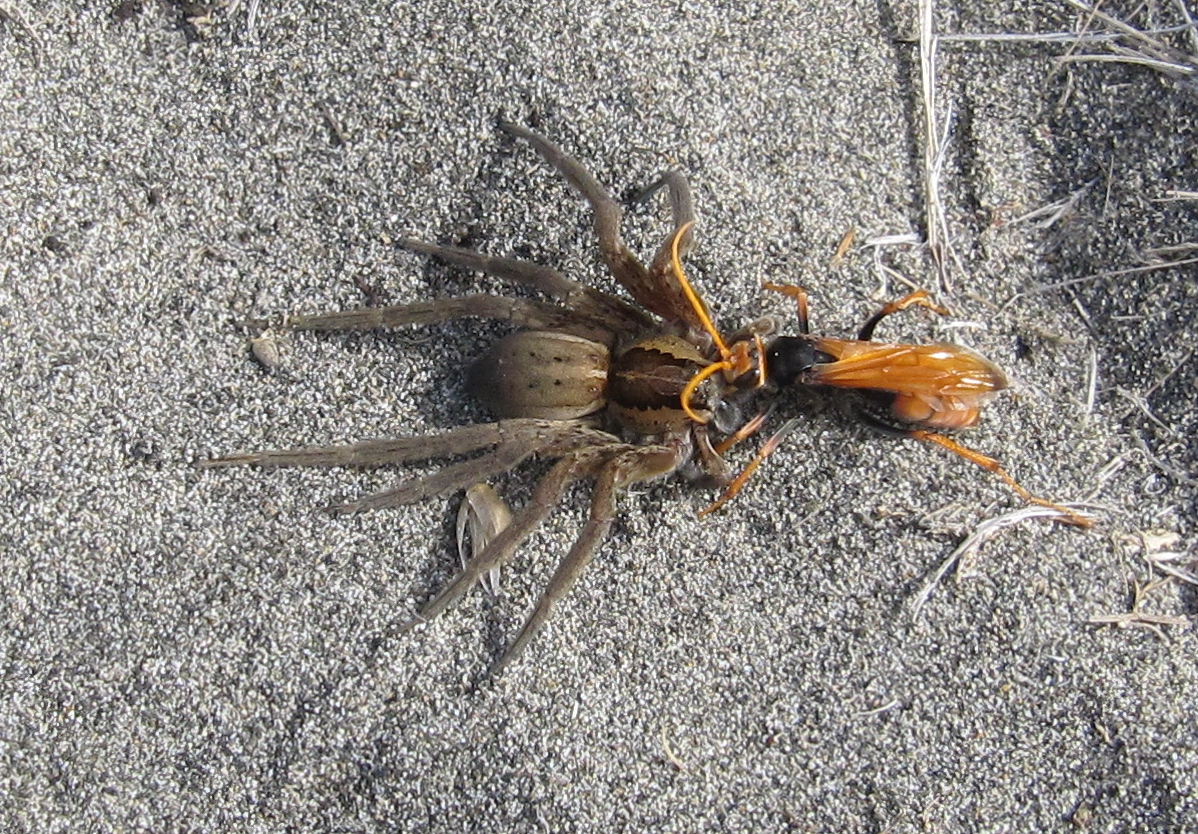
Wegwespe der Art Cryptocheilus australis mit einem Uferjäger der Art Dolomedes minor als Beute

Als Prädatoren der Uferjäger spielen vor allem verschiedene Vögel eine wichtige Rolle. Kleine bis mittelgroße Jungtiere fallen außerdem oft Wasserläufern (Gerridae) und Rückenschwimmern (Notonectidae) zum Opfer. Uferjäger sind außerdem die Beuteziele einiger Weg- (Pompilidae) und Grabwespen (Spheciformes), während die Eikokons der Spinnen zusätzlich anfällig für einen Befall von weiteren Hautflüglern (Hymenoptera) sind, die sich als Parasitoide entwickeln. Als bedeutende Parasiten von Uferjägern spielen vor allem verschiedene kleine Schlupfwespen eine große Rolle, die unbemerkt ihre Eier entweder direkt auf den Spinnen selber oder in deren Eikokons ablegen. Die Larven der Schlupfwespen entwickeln sich dann parasitär an den Spinnen selber oder deren Eiern. Da Kannibalismus bei Uferjägern jedoch keine Seltenheit ist, geht für diese jedoch ebenfalls eine große Gefahr von Artgenossen aus, was ganze Populationen der Spinnen reduzieren kann.
Die mehrheitlichen nachtaktiven Uferjäger entgehen vor allem durch ihre Aktivitätszeit Vögeln. Die baumbewohnenden Arten sind durch ihre daran angepasste braune und grüne Färbung auf Bäumen gut getarnt, wobei die Tarnung durch Bänderungen und wellenförmigen Zeichnungen die Umrisse des Körpers optisch mit der Baumrinde verschmelzen lassen. Auf dem Wasser können Uferjäger senkrecht nach oben springen, um im Wasser lebenden Prädatoren, wie Fischen zu entkommen. Auf Uferjäger spezialisierte Wegwespen können sich allerdings genauso unter Wasser fortbewegen, um die Spinnen zu erlegen.

### Lebenszyklus
Der Lebenszyklus der Uferjäger ist wie bei anderen Spinnen in mehrere Phasen gegliedert. Bei den in den gemäßigten Klimazonen vorkommenden Arten werden diese von den Jahreszeiten beeinflusst.

#### Balz und Paarung

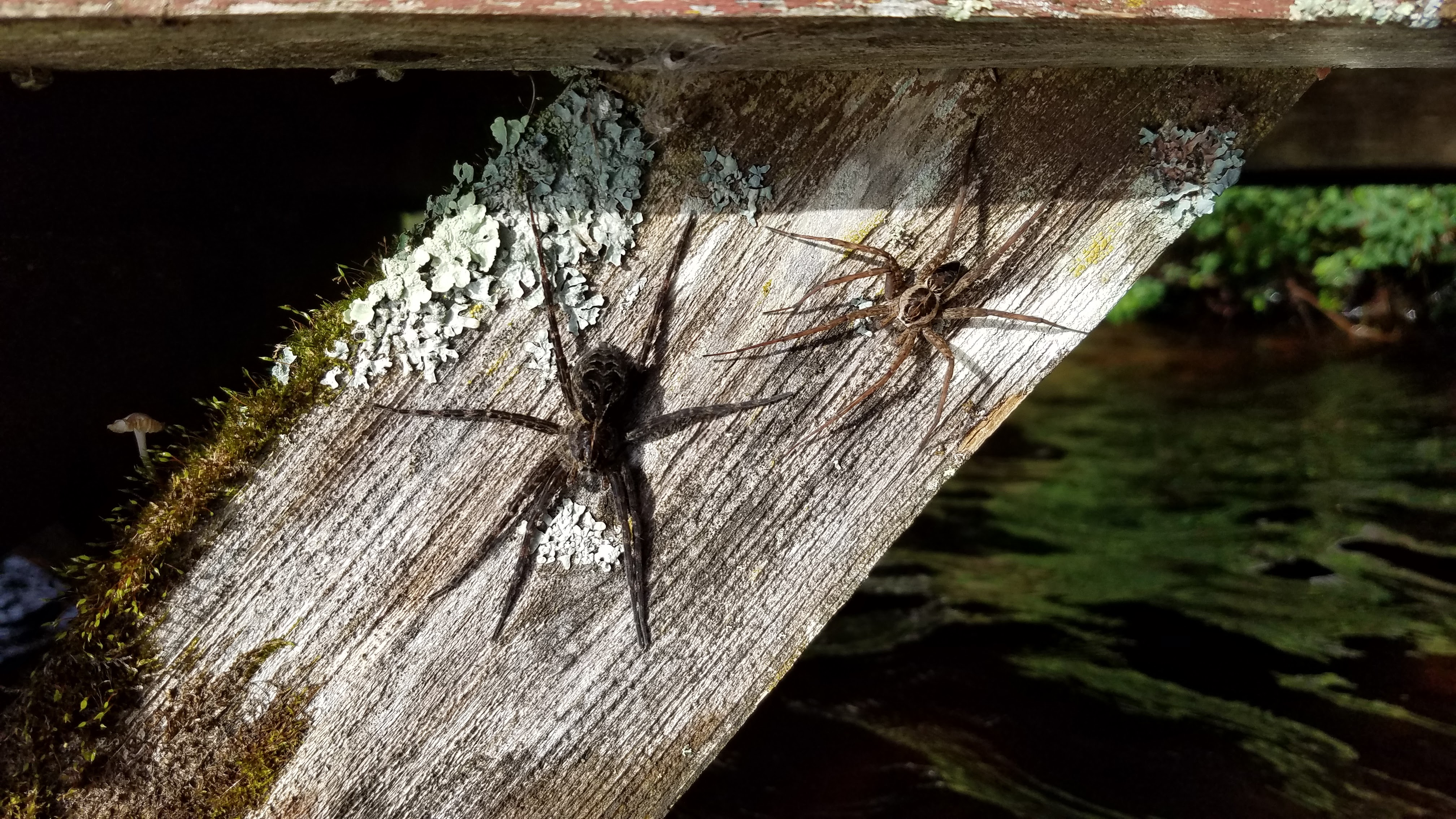
Männchen (rechts) und Weibchen von Dolomedes tenebrosus

Der Paarung der Uferjäger geht ein Balzverhalten voraus, wie es auch bei anderen Spinnen der Überfamilie der Lycosoidea vorkommt. Das Fortpflanzungsverhalten der Gattung ist bei einigen ihrer Arten, etwa D. scriptus und D. vittatus, gut erforscht und die folgenden Analysen beziehen sich auf Beobachtungen dieser beiden Vertreter. Während der Balz scheinen chemische Reize eine größere Rolle als visuelle zu spielen. Die Balz besteht nach bisherigen Kenntnissen aus verschiedenen Bewegungen und Berührungen der Beine und der Pedipalpen und beginnt mit Berührungen der Tarsen bei beiden Geschlechtspartnern, die sich währenddessen gegenseitig annähern. Die Berührungspunkte belaufen sich im Überwiegenden auf das erste und teilweise das zweite Beinpaar der Spinnen. Diese Phase dauert ungefähr 30 Minuten an und wird auch dann ausgeführt, wenn sich zwischen beiden Geschlechtspartnern die optische Sicht behindernde Objekte wie Felsvorsprünge befinden.
Erwidert ein Weibchen die Paarungsbereitschaft eines sich annähernden Männchens, berühren sich beide Geschlechtspartner an den Femoren der beiden vorderen Beinpaare. Während dieser Einleitungsphase ist die Blickrichtung des Männchens zum anterioren Körperende des Weibchens gerichtet. Anschließend umläuft es das reglos verbleibende Weibchen um die halbe Achse, sodass es sich hinter diesem befindet, ehe das Männchen nun rückwärts das Weibchen von hinten besteigt, welches währenddessen die beiden vorderen Beinpaare nach vorne streckt und sich hoch über dem Untergrund auf den Enden der Tarsen der beiden hinteren Beinpaare hält, wobei die Femora der Beine dann fast vertikal ausgerichtet sind. Sobald der Körper des Männchens den des Weibchens überquert, mindert das Männchen seine Körperhöhe über seiner Geschlechtspartnerin, umgreift ihren Körper zwischen den Beinen des dritten und vierten Paares und platziert einen Bulbus in die Epigyne des Weibchens. Das Sperma wird vom Männchen unmittelbar danach in die Bursa copulatrix des Weibchens abgegeben.
Es kann vorkommen, dass das Weibchen das Männchen von sich abwirft, was bisher beispielsweise nach der ersten Abgabe des Spermas nachgewiesen werden konnte. Bei einer Beobachtung näherte sich das Männchen ein zweites Mal und führte den anderen Bulbus dann in die Epigyne ein, ehe es dessen Sperma freigab. In diesem Falle dauerte der Prozess vor der Einführung nur wenige Sekunden an. Danach näherte sich dieses Männchen ein drittes und ein viertes Mal an, wurde vom Weibchen jedoch diese beiden Male abgelehnt und beide Exemplare trennten sich anschließend.
Im Gegensatz zu einigen anderen Spinnen, etwa den Kugel- (Theridiidae) oder den Wolfsspinnen (Lycosidae), bei denen der Embolus während der Paarung abbricht und in der Bursa copulatorix des Weibchens verbleibt, scheint dies bei Uferjägern selten vorzukommen.

#### Eiablage und Kokonbau

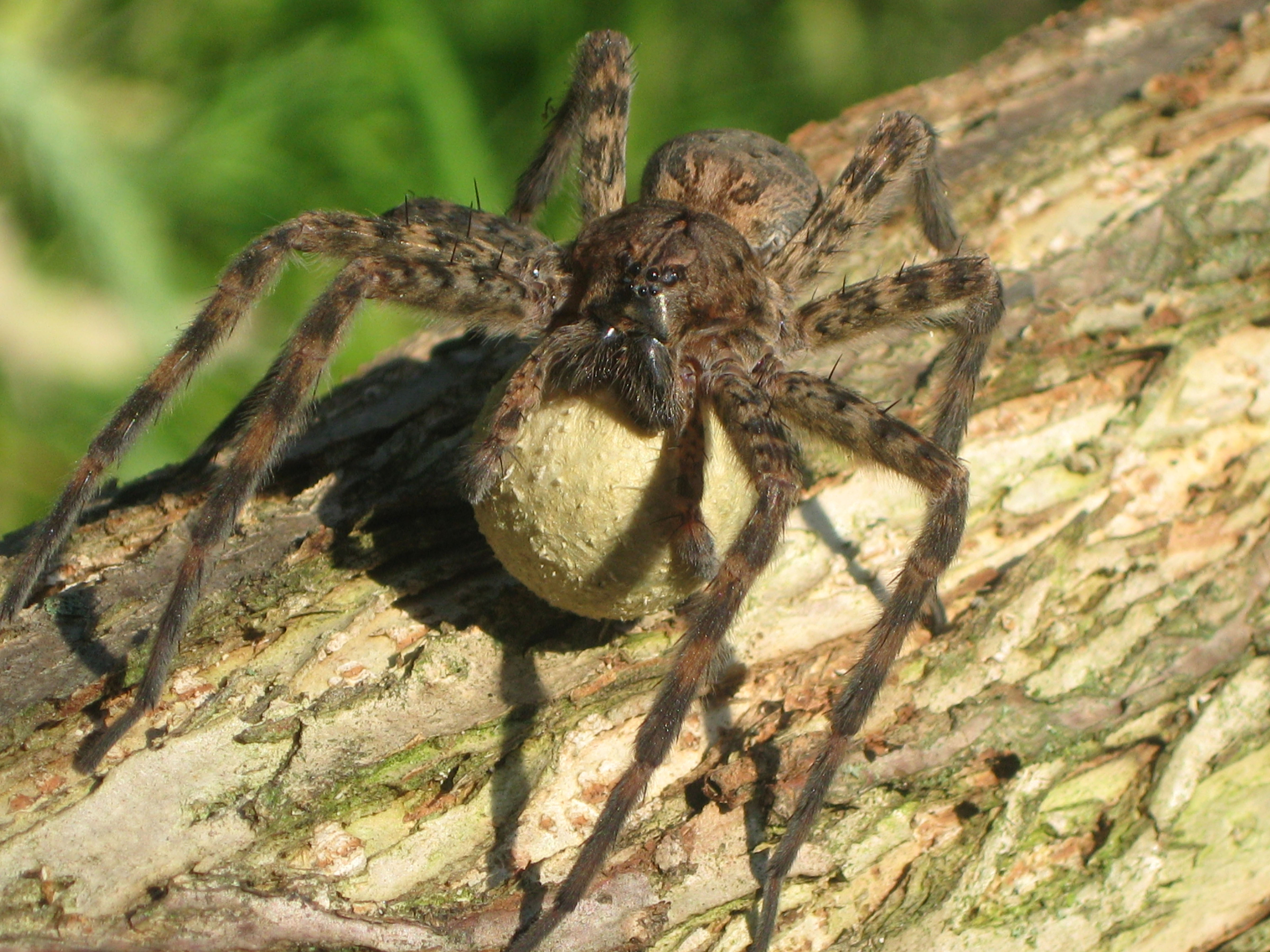
Weiblicher Uferjäger mit Eikokon

Einige Zeit nach der Begattung legt das Weibchen wie für Spinnen üblich einen Eikokon an, ein aus Spinnseide gefertigtes und angehäuftes Gebilde. Im Falle der Uferjäger kann der Kokon abhängig von der Art 250 bis 1500 Eier enthalten. Wie alle Jagdspinnen (Pisauridae) betreiben auch Uferjäger eine ausgeprägte Brutpflege und tragen ihre Eikokons an den Cheliceren angeheftet und mit einem Haftfaden zusätzlich befestigt ununterbrochen mit sich herum, wobei der Eikokon unter dem Körper gehalten wird. Diese Brutpflege ist für den Schlupf der Jungtiere unabdingbar.
Kurz vor dem Schlupf legt das Weibchen nach Eigenart der Familie ein Brutgespinst an, in dem der Eikokon platziert wird. Dieses Gespinst ist ein zeltartiges Konstrukt, das sich meist in niedriger Vegetation oder an Felsen befindet. Das Weibchen verbleibt zu Beginn auf dem Gespinst und bewacht anfangs intensiv seinen Eikokon gegen Prädatoren (Fressfeinde). Die nach einer weiteren Zeitperiode schlüpfenden Jungtiere verweilen noch drei bis sieben Tage in dem Gespinst und verselbstständigen sich dann, wobei die Ausbreitung entweder durch Wanderungen oder über den sogenannten Spinnenflug erfolgt.

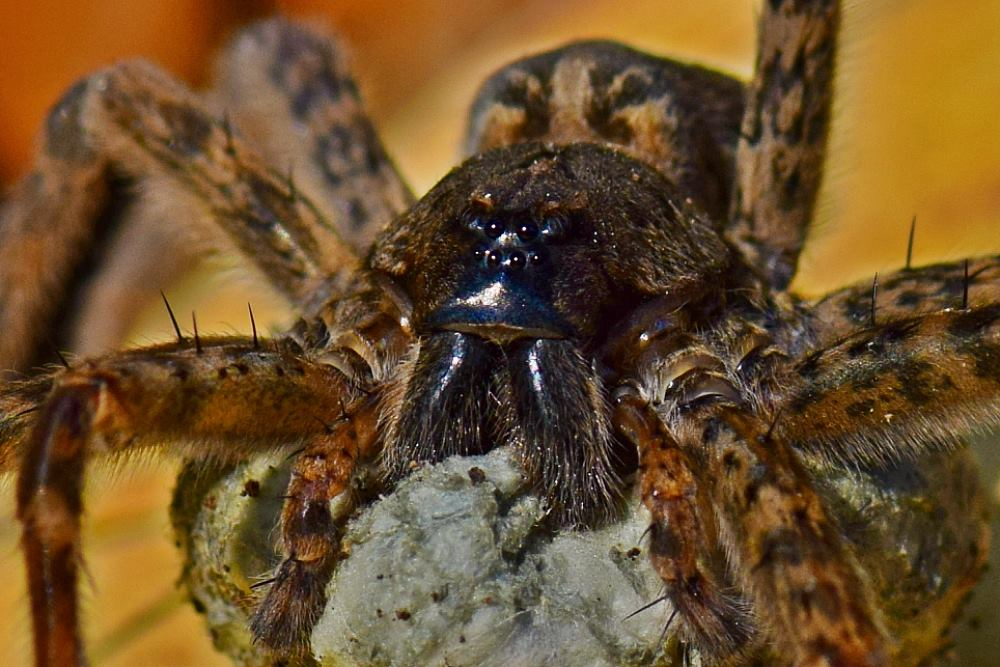
Weiblicher Uferjäger mit Kokon im Detail
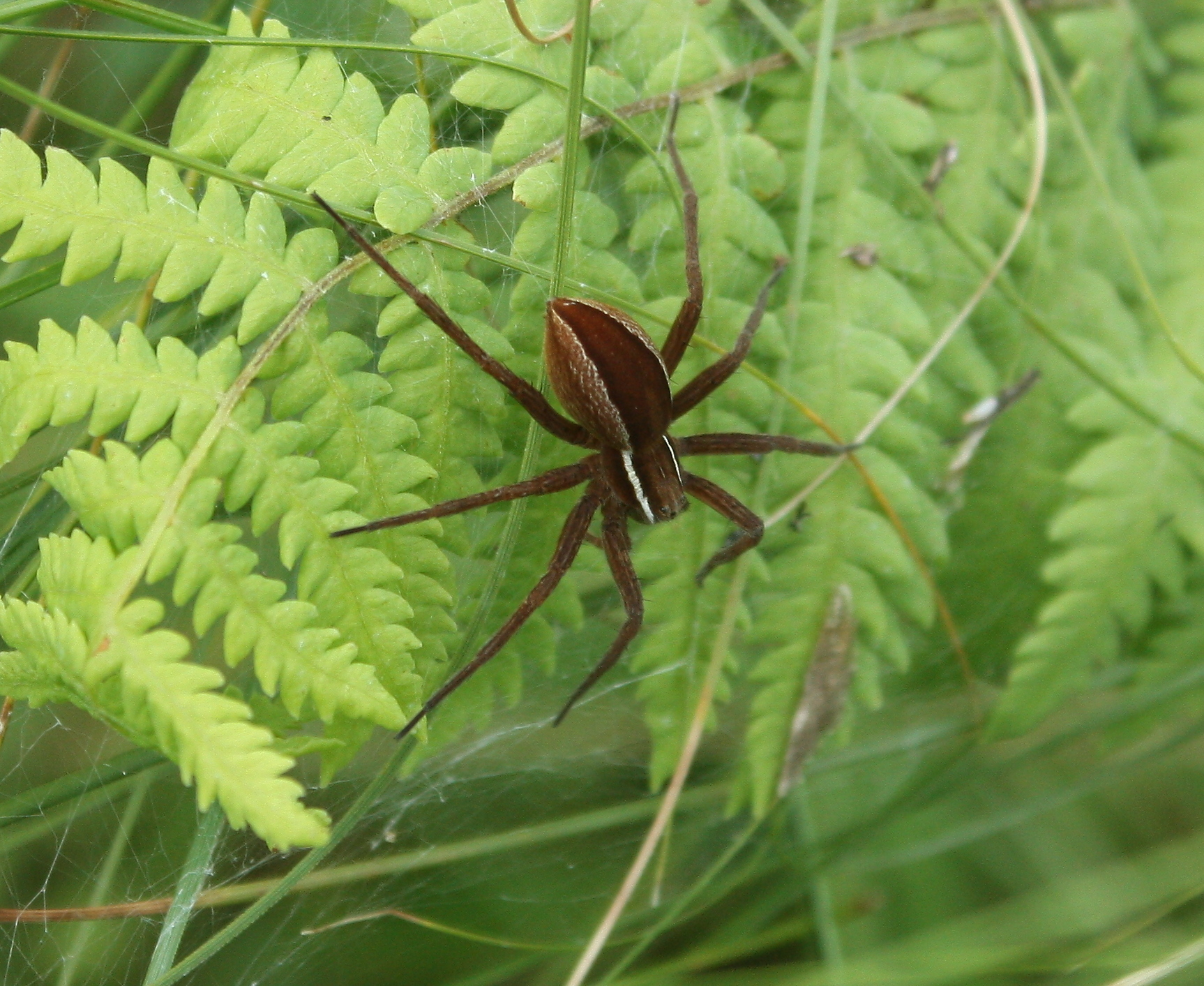
Weibchen von Dolomedes striatus auf seinem Brutgespinst
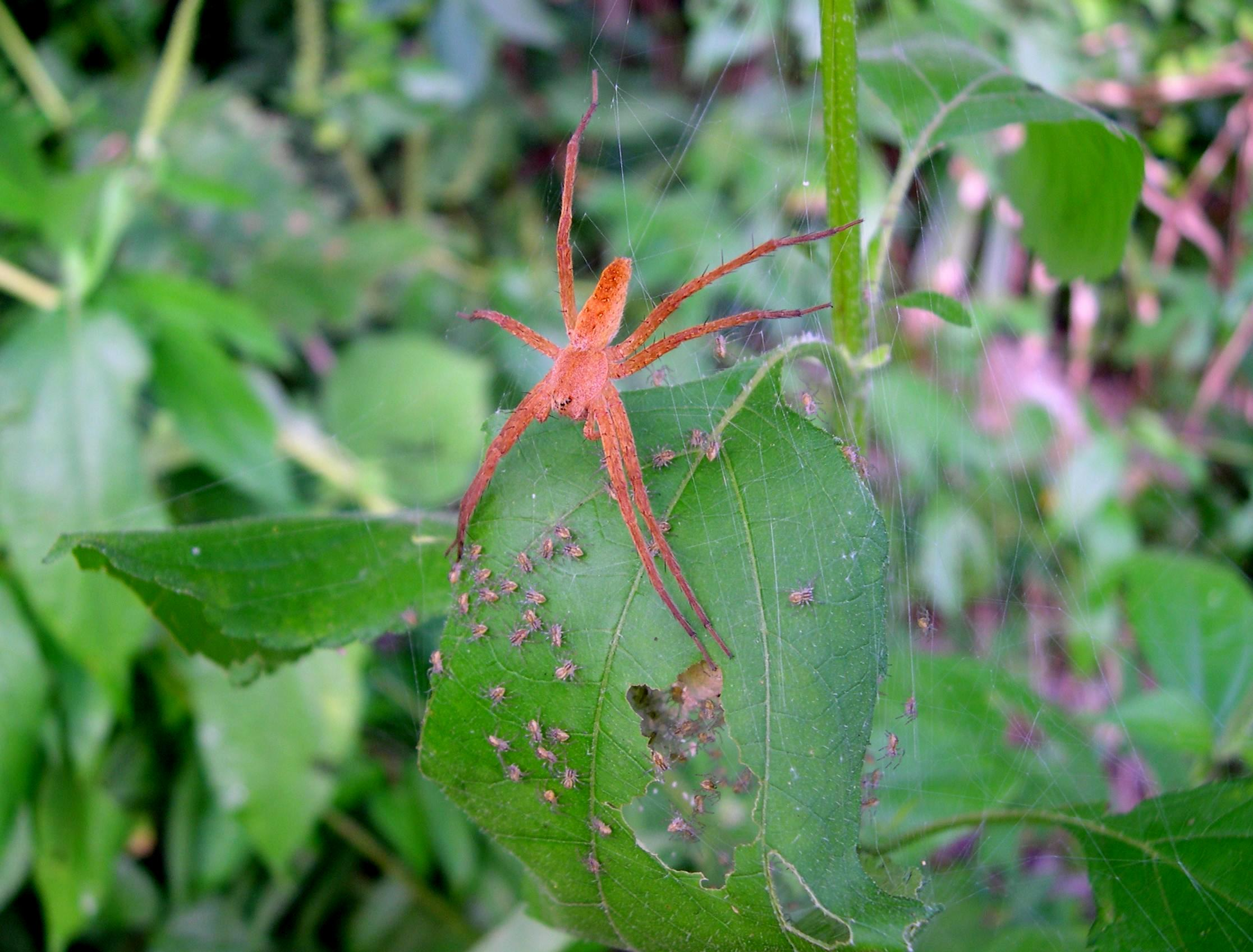
Weibchen von Dolomedes sulfreus mit Nachkommen

#### Heranwachsen der Jungtiere und Lebenserwartung

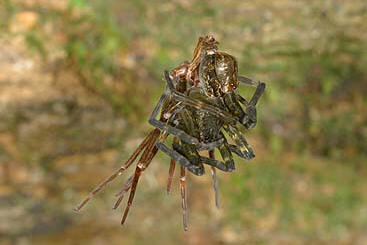
Frisch gehäutetes Exemplar von Dolomedes orion. Die Exuvie befindet sich noch unter der Spinne.

Die Jungtiere der Uferjäger wachsen wie für Spinnen üblich über mehrere Häutungen heran. Der Prozess des Heranwachsens ist im Falle der Uferjäger besonders gut bei der Sechspunkt-Jagdspinne (D. triton) im Zentrum des kanadischen Bundesstaats Alberta untersucht worden. Dort benötigen die heranwachsenden Individuen dieser Art etwa 12 Häutungen, wobei fortgeschrittenere Jungtiere bei höheren Temperaturen im Herbst zusätzliche Häutungen durchlaufen. Dies dient vermutlich dazu, das Erreichen der Geschlechtsreife auf den Frühling des Folgejahres hinauszuzögern. Die Dauer des Heranwachsens zwischen den ersten und dem neunten Häutungsstadium ist bei beiden Geschlechtern der Sechspunkt-Jagdspinne identisch, während diese beim Weibchen jedoch ab dem zehnten Stadium eine längere Zeit als beim Männchen in Anspruch nimmt. Demzufolge kommt es bei dieser Art zu einer Protandrie.

Exuvie eines Uferjägers im Detail
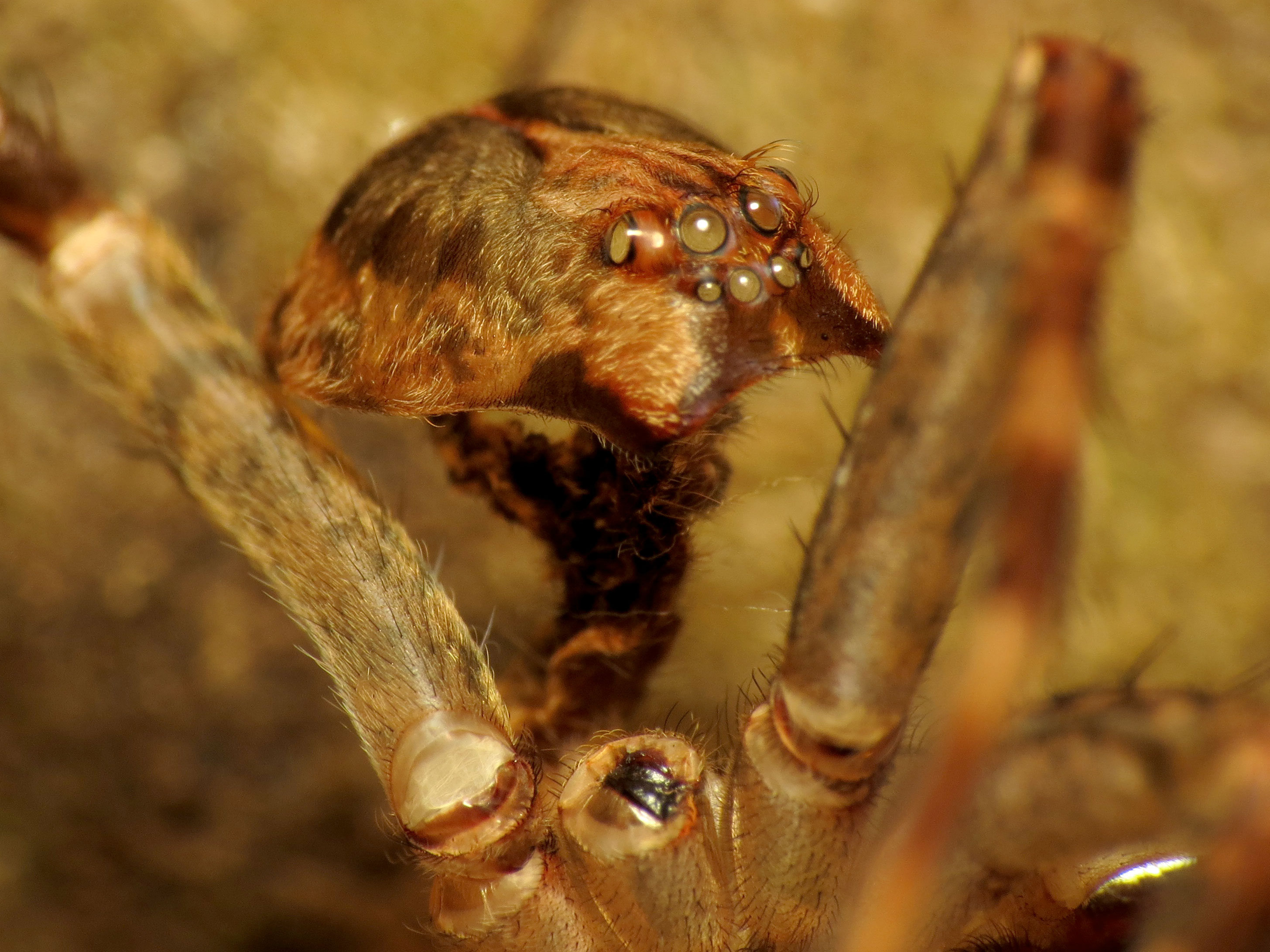
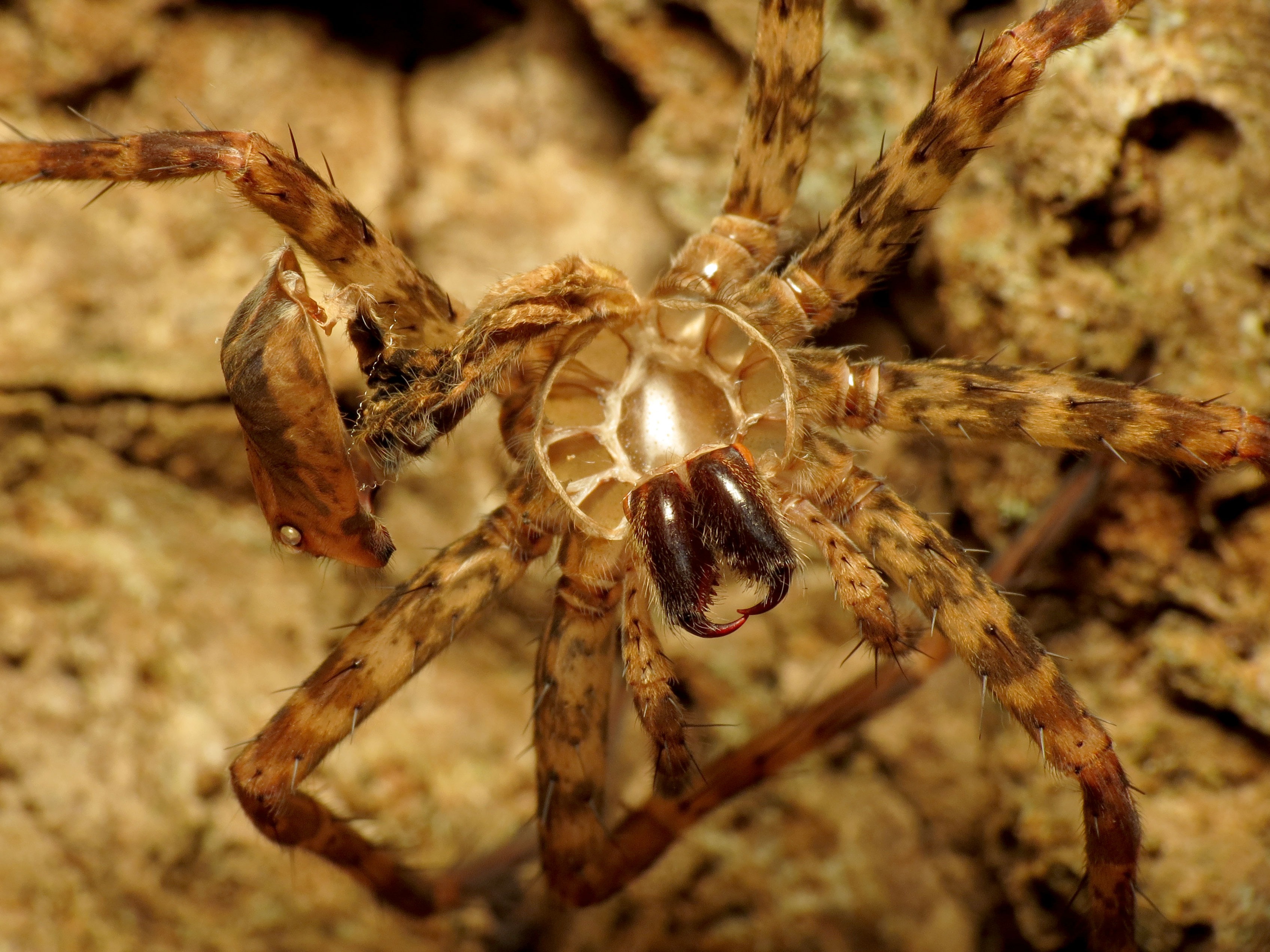
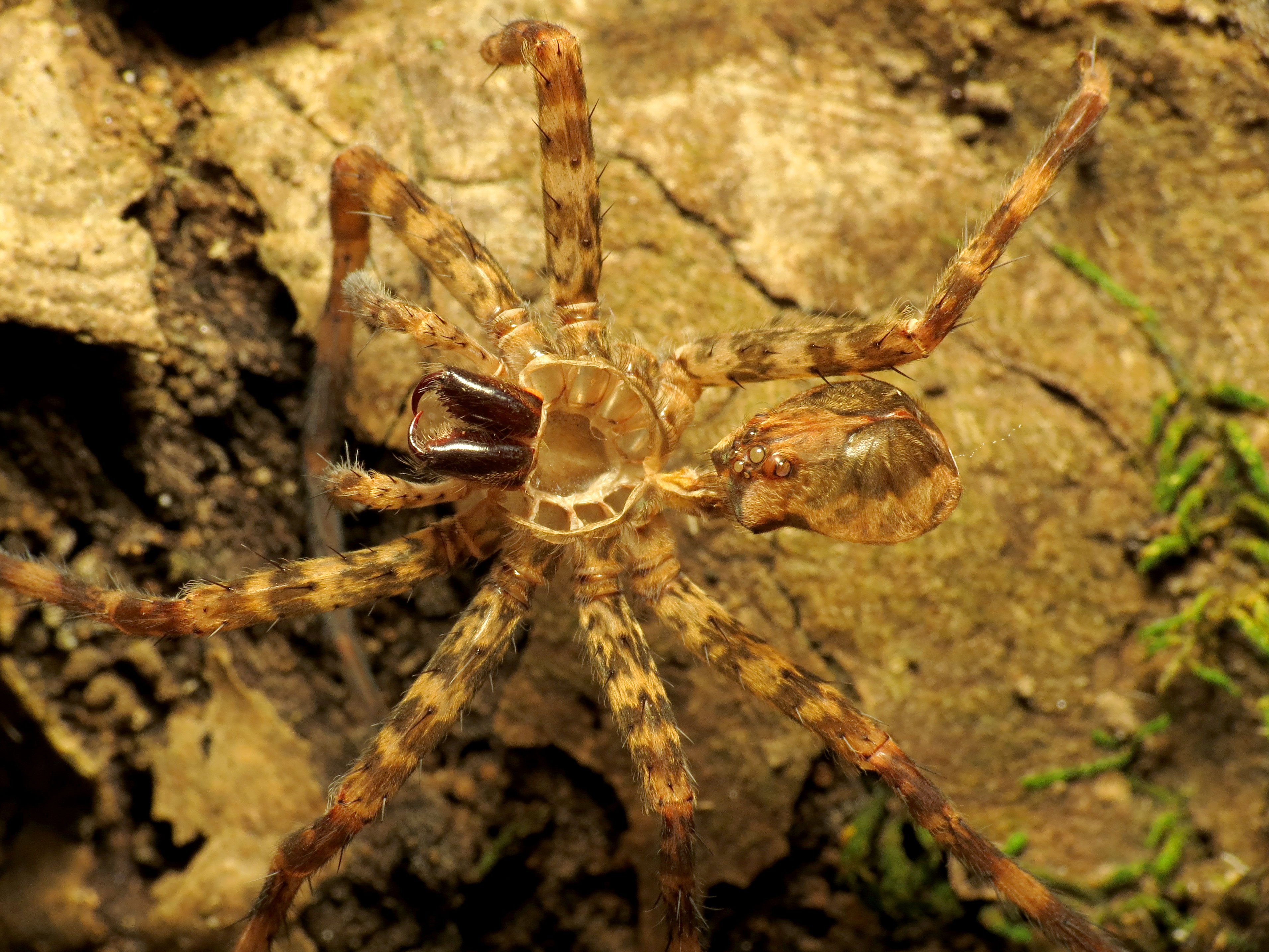

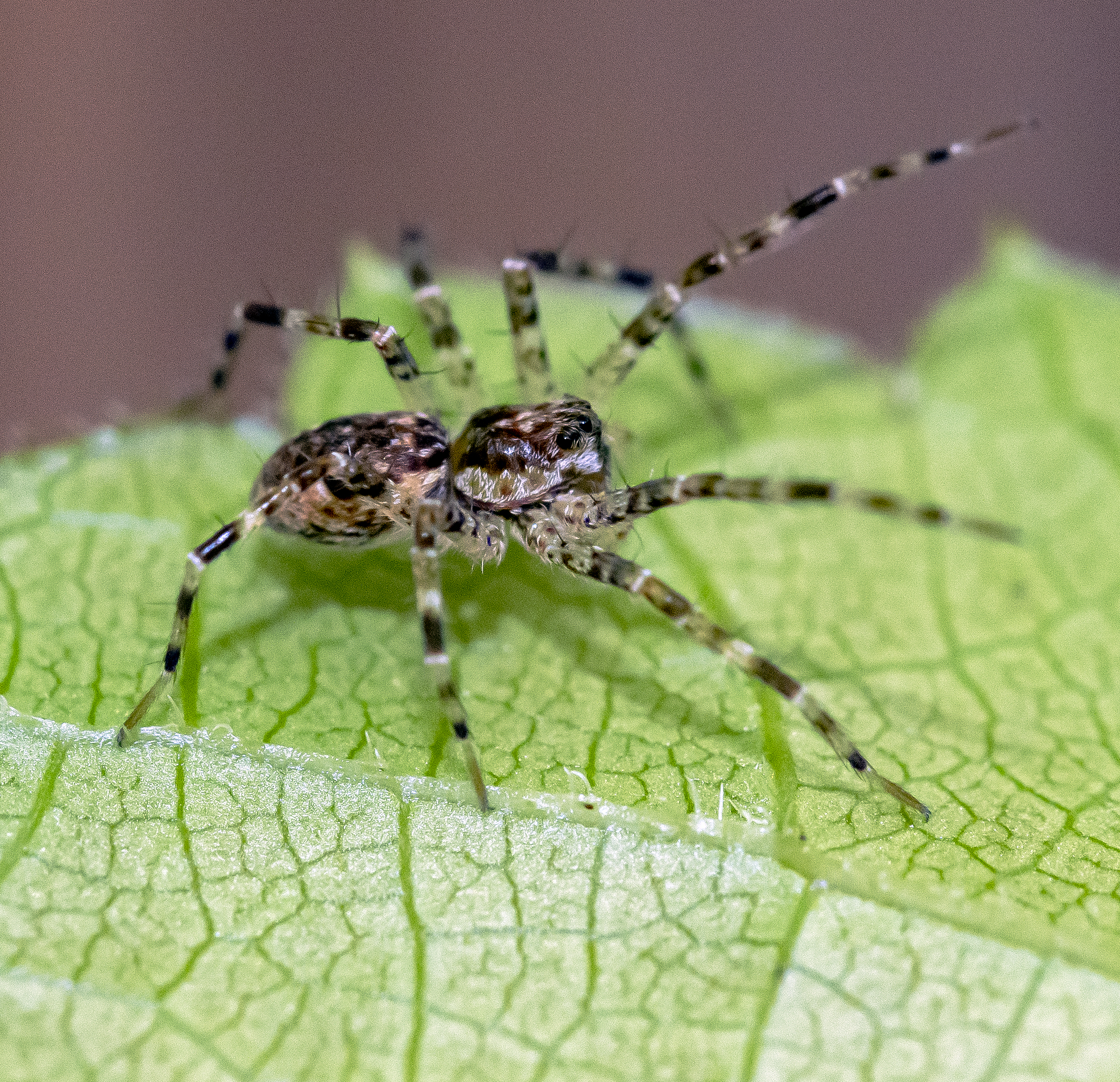
Junger Uferjäger in der Vegetation

Die Sechspunkt-Jagdspinne weist in Alberta eine semivoltine (zweijährige) Entwicklungsdauer auf und überwintert zuerst in den Stadien drei bis fünf und das zweite Mal in den Stadien neun bis elf. Auch bei der Gerandeten Jagdspinne (D. fimbriatus) beträgt die Dauer der Entwicklung anscheinend zwei Jahre. Die Jungtiere der Sechspunkt-Jagdspinne sind nicht an eine Winterruhe gebunden. In den früheren Stadien befindliche Jungtiere machen diese von der Länge des Tageslichts und der Temperatur abhängig, während sich solche in späteren Stadien von der Thermoregulation beeinflussen lassen.
Ausgewachsene Männchen der Sechspunkt-Jagdspinne werden durch die erläuterte Protandrie bereits fünf bis zehn Tage vor den Weibchen geschlechtsreif und treffen nicht selten auf erst kürzlich ausgewachsene Weibchen, was für die Männchen die Wahrscheinlichkeit, Kannibalismus ausgesetzt zu sein, verringert. Die Phänologie (Aktivitätszeit) endet beim Männchen der Sechspunkt-Jagdspinne in Alberta im Juli und ausgewachsene Individuen dieses Geschlechts leben im Adultstadium im Regelfall neun bis 13 Tage. Beim Weibchen der Art kann sich die Phänologie bis zum Ende des Augusts oder Anfang des Septembers im gleichen Bundesstaat belaufen, wobei adulte Individuen hier zumeist 25 bis 31 Tage aktiv sind. Bei der Gerandeten Jagdspinne findet die Phänologie beim Männchen in Mitteleuropa von Mai und Juni statt, während die des Weibchens ab dem gleichen Monat beginnt, jedoch noch bis August betragen kann.
Das gelegentlich auftretende Verschwinden von sowie das allgemein eher kurze Auftreten von Männchen der Sechspunkt-Jagdspinne könnte durch Kannibalismus seitens der Weibchen begründet werden. Die ebenfalls kannibalistischen Jungtiere können durch das Erlegen anderer Jungtiere der gleichen Art eine Nahrungskonkurrenz verringern.

## Systematik

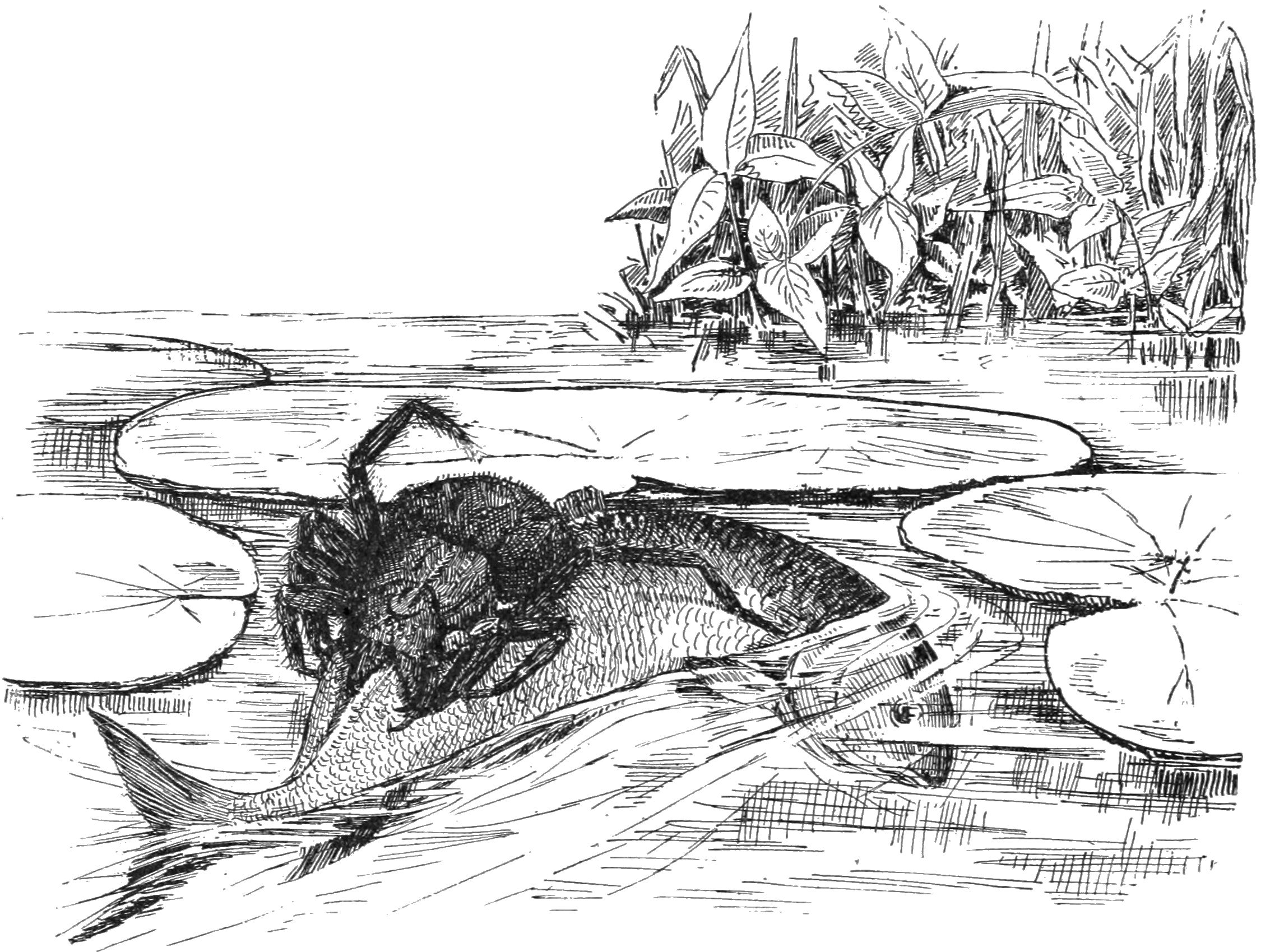
Grafik eines Uferjägers mit einem Fisch als Beute, Ausschnitt aus The Popular science monthly (Band 37, 1890) von einem unbekannten Autor.

Die klassische Systematik befasst sich im Bereich der Biologie sowohl mit der taxonomischen (systematischen) Einteilung als auch mit der Biologie und mit der Nomenklatur (Disziplin der wissenschaftlichen Benennung) von Lebewesen einschließlich denen der Uferjäger. Die Typusart der Gattung ist die Gerandete Jagdspinne (D. fimbriatus).
Der Gattungsname Dolomedes ist eine Abwandlung des griechischen Adjektivs dolomēdēs, das übersetzt „listig“ bedeutet.

### Beschreibungsgeschichte
Bei der 1804 von Pierre André Latreille durchgeführten Erstbeschreibung der Uferjäger verwies der Autor lediglich auf Charles Athanase Walckenaer mit der Bezeichnung Les coureuses de Walckenaer (aus der französischen Sprache übersetzt etwa „die Walckenaer-Läufer“). Walckenaer stellte 1805 die Gerandete Jagdspinne (D. fimbiratus), die zuvor noch unter der Bezeichnung Araneus fimbriatus bekannt war, zur Gattung Dolomedes. Dies entsprach anscheinend der Intention von Latreille, als er die Gattung der Uferjäger erstbeschrieb. Dies ist auch der Grund, weshalb die Gerandete Jagdspinne die Typusart der Gattung ist.

### Innere Systematik bei den nearktischen Uferjägern
James E. Carico stellte 1971 eine Möglichkeit auf, die sich damit auseinandersetzt, das verwandtschaftliche Verhältnis der neun in der Nearktis vorkommenden Vertreter der Uferjäger in Gruppen zusammenzufassen. Dazu wurden die Bulbi der Männchen der jeweiligen Arten als Indikator für die außensystematische Stellung zueinander genutzt, wobei darunter besonders der Grundaufbau der Median- und der Tibialapophyse als hilfreich für diese Analyse betrachtet werden können. Auch relevant dürften nach Carico der Aufbau des Tegulums und die Gesamtlänge des Cymbiums und der Tibia bei den männlichen Tieren der nearktischen Uferjägern sein.
Die nearktischen Uferjäger lassen sich nach Carico vermutlich in zwei Gruppen einteilen. Die deutlich kleinere der beiden Gruppen ist nach der Art D. tenebrosus benannt und beinhaltet neben dieser die Art D. okefinokensis. Die verbliebenen sieben gehören zu der Artengruppe der Gerandeten Jagdspinne (D. fimbriatus), die jedoch selber nicht in Amerika vorkommt. Allerdings ähneln genitalmorphologischen Merkmale dieser Art denen der zu dieser Gruppe gehörenden Arten, sodass diese Merkmale als Basis für die Bildung dieser Artengruppe genutzt werden konnten. Folgendes Kladogramm verdeutlicht die systematische Stellung der Arten zueinander:
|  | D. tenebrosus    |
|  |                  |
|  | D. okefinokensis |
|  |                  |

|  | D. gertschi |
|  |             |
|  | D. scriptus |
|  |             |

|  | D. holti    |
|  |             |
|  | D. vittatus |
|  |             |

|  | D. gertschi |
|  |             |
|  | D. scriptus |
|  |             |

|  | D. holti    |
|  |             |
|  | D. vittatus |
|  |             |

|  | D. tenebrosus    |
|  |                  |
|  | D. okefinokensis |
|  |                  |

|  | D. gertschi |
|  |             |
|  | D. scriptus |
|  |             |

|  | D. holti    |
|  |             |
|  | D. vittatus |
|  |             |

|  | D. gertschi |
|  |             |
|  | D. scriptus |
|  |             |

|  | D. holti    |
|  |             |
|  | D. vittatus |
|  |             |

### Arten
Die Gattung der Uferjäger umfasst 102 Arten mitsamt Unterarten. Diese und ihre geographische Verbreitung sind:
- D. actaeon Pocock, 1903 – Kamerun
- D. albicomus L. Koch, 1867 – Australien (Queensland)
- D. albicoxus Bertkau, 1880 – Brasilien
- D. albineus Hentz, 1845 – Vereinigte Staaten
- alexandri Raven & Hebron, 2018 – Australien (Australian Capital Territory, Victoria)
- D. angolensis (Roewer, 1955) – Angola
- D. angustivirgatus Kishida, 1936 – China, Korea, Japan
- D. angustus (Thorell, 1899) – Kamerun
- D. annulatus Simon, 1877 – Philippinen
- D. aquaticus Goyen, 1888 – Neuseeland
- D. batesi Pocock, 1903 – Kamerun
- D. bistylus Roewer, 1955 – Kongo
- D. boiei (Doleschall, 1859) – Sri Lanka, Indonesien (Java)
- D. briangreenei Raven & Hebron, 2018 – Australien (New South Wales, Queensland)
- D. bukhkaloi Marusik, 1988 – Russland
- D. chevronus Yin, 2012 – China
- D. chinesus Chamberlin, 1924 – China
- D. chroesus Strand, 1911 – Indonesien (Molukken), Neuguinea
- D. costatus Zhang, Zhu & Song, 2004 – China
- D. crosbyi Lessert, 1928 – Kongo
- D. dondalei Vink & Dupérré, 2010 – Neuseeland
- D. eberhardarum Strand, 1913 – Australien (Victoria)
- D.elegans Taczanowski, 1874 – Französisch-Guayana
- D. facetus L. Koch, 1876 – Australien, Neuguinea, Samoa
- D. fageli Roewer, 1955 – Kongo
- D. femoralis Hasselt, 1882 – Indonesien (Sumatra)
- D. fernandensis Simon, 1910 – Äquatorialguinea (Bioko)
- Gerandete Jagdspinne (D. fimbriatus (Clerck, 1757)) – Paläarktis
- D. flaminius L. Koch, 1867 – Australien (Queensland)
- D. fontus Tanikawa & Miyashita, 2008 – Japan
- D. furcatus Roewer, 1955 – Mosambik
- D. fuscipes Roewer, 1955 – Kamerun
- D. fuscus Franganillo, 1931 – Kuba
- D. gertschi Carico, 1973 – Vereinigte Staaten
- D. gracilipes Lessert, 1928 – Kongo
- D. guamuhaya Alayón, 2003 – Kuba
- D. holti Carico, 1973 – Mexiko
- D. horishanus Kishida, 1936 – Taiwan, Japan
- D. hyppomene Audouin, 1826 – Ägypten
- D. instabilis L. Koch, 1876 – Australien (Queensland, New South Wales, Victoria)
- D. intermedius Giebel, 1863 – Kolumbien
- D. japonicus Bösenberg & Strand, 1906 – China, Korea, Japan
- D. kalanoro Silva & Griswold, 2013 – Madagaskar
- D. karijini Raven & Hebron, 2018 – Australien (Western Australia)
- D. karschi Strand, 1913 – Sri Lanka
- D. lafoensis Berland, 1924 – Neukaledonien
- D. laticeps Pocock, 1898 – Salomonen
- D. lesserti Roewer, 1955 – Mosambik
- D. lizturnerae Raven & Hebron, 2018 – Australien (Tasmanien)
- D. lomensis Strand, 1906 – Westafrika
- D. machadoi Roewer, 1955 – Westafrika
- D. macrops Simon, 1906 – Sudan
- D. mankorlod Raven & Hebron, 2018 – Australien (Northern Territory)
- D. mendigoetmopasi Barrion, 1995 – Philippinen
- D. minahassae Merian, 1911 – Indonesien (Sulawesi)
  - D. m. vulcanicus Merian, 1911, 1911 – Indonesien (Sulawesi)
- D. minor L. Koch, 1876 – Neuseeland
- D. mizhoanus Kishida, 1936 – China, Laos, Malaysia, Taiwan
- D. naja Berland, 1938 – Vanuatu
- D. neocaledonicus Berland, 1924 – Neukaledonien
- D. nigrimaculatus Song & Chen, 1991 – China, Korea
- D. noukhaiva Walckenaer, 1847 – Marquesas
- D. ohsuditia Kishida, 1936 – Japan
- D. okefinokensis Bishop, 1924 – Vereinigte Staaten
- D. orion Tanikawa, 2003 – Japan
- D. palmatus Zhang, Zhu & Song, 2005 – China
- D. palpiger Pocock, 1903 – Kamerun
- D. paroculus Simon, 1901 – Malaysia
- D. pedder Raven & Hebron, 2018 – Australien (Tasmanien)
- D. pegasus Tanikawa, 2012 – Japan
- D. petalinus Yin, 2012 – China
- Gerandete Wasserspinne (D. plantarius (Clerck, 1757)) – Europa, Russland
- D. pullatus Nicolet, 1849 – Chile
- D. raptor Bösenberg & Strand, 1906 – Russland, China, Korea, Japan
- D. raptoroides Zhang, Zhu & Song, 2004 – China
- D. saganus Bösenberg & Strand, 1906 – China, Taiwan, Japan
- D. schauinslandi Simon, 1899 – New Zealand
- D. scriptus Hentz, 1845 – Vereinigte Staaten, Kanada
- D. senilis Simon, 1880 – Russland, China, Japan
- D. signatus Walckenaer, 1837 – Marianen
- D. silvicola Tanikawa & Miyashita, 2008 – China, Japan
- D. smithi Lessert, 1916 – Ostafrika
- D. spathularis Hasselt, 1882 – Indonesien (Sumatra)
- D. stilatus Karsch, 1878 – Australien
- D. straeleni Roewer, 1955 – Kongo
- D. striatus Giebel, 1869 – Vereinigte Staaten, Kanada
- D. submarginalivittatus Strand, 1907 – Indonesien (Java)
- D. sulfureus L. Koch, 1878 – Russland, China, Korea, Japan
- D. sumatranus Strand, 1906 – Indonesien (Sumatra)
- D. tadzhikistanicus Andreeva, 1976 – Tadschikistan
- D. tenebrosus Hentz, 1844 – Vereinigte Staaten, Kanada
- D. titan Berland, 1924 – Neukaledonien, Vanuatu
- D. toldo Alayón, 2003 – Kuba
- D. transfuga Pocock, 1900 – Kongo
- Sechspunkt-Jagdspinne (D. triton (Walckenaer, 1837)) – Nordamerika, Kuba
- D. upembensis (Roewer, 1955) – Kongo
- D. vatovae Caporiacco, 1940 – Äthiopien
- D. venmani Raven & Hebron, 2018 – Australien (New South Wales, Queensland)
- D. vicque Raven & Hebron, 2018 – Australien (Victoria, New South Wales, Queensland)
- D. vittatus Walckenaer, 1837 – Vereinigte Staaten
- D. wetarius Strand, 1911 – Indonesien
- D. wollastoni Hogg, 1915 – Neuguinea
- D. wollemi Raven & Hebron, 2018 – Australien (New South Wales)
- D. yawatai Ono, 2002 – Japan (Ryūkyū-Inseln)
- D. zatsun Tanikawa, 2003 – Japan
- D. zhangjiajiensis Yin, 2012 – China

#### Synonymisierte Arten
29 einstige Arten und Unterarten, die zuletzt zu den Uferjägern zählten, wurden mit anderen Arten der Gattung synonymisiert und verloren somit ihren Artstatus. Diese einstigen Arten sind:
- D. albiclavius Bishop, 1924 – Synonymisiert mit der Sechspunkt-Jagdspinne (D. triton) unter Carico, 1973.
- D. annulatus Kishida, 1936 – Synonymisiert mit D. sulfureus unter Paik, 1969.
- D. clercki Simon, 1937 – Synonymisiert mit der Gerandeten Wasserspinne (D. plantarius) unter Renner, 1987.
- D. elegans (Meyer, 1790) – Synonymisiert mit der Gerandeten Jagdspinne (D. fimbriatus) zuerst unter Dahl, 1908 und letztendlich akzeptiert von Roewer und Bonnet.
- D. fimbriatoides Bösenberg & Strand, 1906 – Synonymisiert mit D. sulfureus unter Tanikawa & Miyashita, 2008.
- D. fulviatronotatus Bishop, 1924 – Synonymisiert mit D. striatus unter Carico, 1973.
- D. habilis Hogg, 1906 – Synonymisiert mit D. instabilis unter Raven & Hebron, 2018.
- D. hercules Bösenberg & Strand, 1906 – Synonymisiert mit D. sulfureus zuerst unter Zhang, Zhu & Song 2004 und endgültig unter Yaginuma, 1986.
- D. hinoi Kayashima, 1952 – Synonymisiert mit D. sulfureus unter Tanikawa & Miyashita, 2008.
- D. huttoni Hogg, 1908 – Synonymisiert mit D. schauinslandi unter Vink & Dupérré, 2010.
- D. insurgens Chamberlin, 1924 – Synonymisiert mit D. saganus unter Zhang, Zhu & Song, 2004: 375.
- D. italicus Thorell, 1875 – Synonymisiert mit der Gerandeten Jagdspinne unter Renner, 1987: 10.
- D. japonicus Bösenberg & Strand, 1906 – Synonymisiert mit D. sulfureus unter Paik, 1969a: 29.
- D. lateralis White, 1849 – Synonymisiert mit D. minor unter Vink & Dupérré, 2010 (ältere Bezeichnung mangels Nutzen ersetzt).
- D. lativirgatus Kishida, 1914 – Synonymisiert mit D. saganus unter Ono & Ogata, 2018.
- D. major Banks, 1898 – Synonymisiert mit der Sechspunkt-Jagdspinne unter Carico, 1973.
- D. minor White, 1849 – Synonymisiert mit D. minor unter Vink & Dupérré, 2010 (ältere Bezeichnung mangels Nutzen ersetzt).
- D. okinavensis Kishida, 1924 – Synonymisiert mit D. sulfureus unter Ono & Ogata, 2018.
- D. oviger Dönitz & Strand, 1906 – Synonymisiert mit D. sulfureus unter Kishida, 1936.
- D. pallitarsis Dönitz & Strand, 1906 – Synonymisiert mit D. saganus unter Zhang, Zhu & Song, 2004.
- D. pinicola (Hentz, 1850) – Synonymisiert mit D. albineus unter Carico, 1973.
- D. spatulatus Chamberlin & Ivie, 1946 – Synonymisiert mit der Sechspunkt-Jagdspinne unter Carico, 1973.
- D. stellatus Kishida, 1936 – Synonymisiert mit D. japonicus unter Tanikawa & Miyashita, 2008.
- D. strandi Bonnet, 1929 – Synonymisiert mit D. senilis unter Zhang, Zhu & Song, 2004.
- D. tridentatus Hogg, 1911 – Synonymisiert mit Dolomedes minor unter Vink & Dupérré, 2010.
- D. trippi Hogg, 1908 – Synonymisiert mit D. schauinslandi unter Vink & Dupérré, 2010.
- D. triton sexpunctatus Hentz, 1845 – Synonymisiert mit der Sechspunkt-Jagdspinne unter Carico, 1973.
- D. urinator Hentz, 1845 – Synonymisiert mit D. vittatus unter Carico, 1973.
- D. xanthus Saito, 1939 – Synonymisiert mit D. sulfureus unter Yaginuma, 1962.

#### Nicht mehr anerkannte Arten
Folgende 19 Arten und Unterarten zählten zuletzt zur Gattung der Uferjäger und gelten heute als Nomen dubium. Die aufgelösten Arten sind:
- D. aerugineus C. L. Koch, 1847 – Aufgelöst unter Carico, 1973: 450.
- D. chinesus duoformus Fox, 1936 – Aufgelöst unter Zhang, Zhu & Song 2004 und erneut unter Song, Zhu & Chen 1999.
- D. convexus Giebel, 1869 – Aufgelöst unter Carico, 1973.
- D. cordivulva Strand, 1907 – Aufgelöst unter Renner, 1988.
- D. encarpatus Walckenaer, 1837 – Nach 1944 unbenutzt.
- D. errans Dufour, 1831 – Aufgelöst unter Barrientos, 1978.
- D. hastulatus Hentz, 1844 – Aufgelöst unter Carico, 1973.
- D. iturianus Strand, 1913 – Provisorische Bezeichnung.
- D. kurilensis Strand, 1907 – Aufgelöst unter Renner 1988 und Mikhailov, 1996.
- D. lomensis Strand, 1906 – Aufgelöst unter Nentwig, 2020.
- D. lucensis Thorell, 1873 – Aufgelöst unter Renner, 1987.
- D. minoratus Roewer, 1955 – Aufgelöst unter Carico, 1976.
- D. mirificus Walckenaer, 1837 – Aufgelöst unter Renner Vink & Dupérré, 2010.
- D. praeceps (Walckenaer, 1837) – Nach 1944 unbenutzt.
- D. pratensis Risso, 1826 – Aufgelöst unter Roewer, 1955.
- D. rufus (De Geer, 1778) – Aufgelöst unter Carico, 1973.
- D. saccalavus Strand, 1907 – Aufgelöst unter Silva & Griswold, 2013.
- D. submarginalivittatus (Strand, 1907) – Aufgelöst unter Nentwig, 2020.
- D. tenax Hentz, 1844 – Aufgelöst unter Carico, 1973.

#### Nie anerkannte Arten
Zwei Arten der Uferjäger erfüllten bei ihrer Erstbeschreibung nicht die Voraussetzungen für einen Artstatus und gelten heute als Nomina nuda. Die Arten sind:
- D. jirisanensis Kim & Chae, 2012 – Aufgehoben unter Yoo, 2015.
- D. sulfureus obscurivirgatus Katagiri, 1934 – Aufgehoben unter Yaginuma (bei Brignoli), 1983.

### Synonymisierte Gattungen
Folgende zwei Gattungen wurden mit der der Uferjäger synonymisiert:
- Cispiolus Roewer, 1955 – Synonymisiert unter Blandin, 1979.
- Teippus Chamberlin, 1924 – Zuerst 1934 unter Gertsch und erneut 1973 unter Carico.

## Schadwirkung
Da die größeren Uferjäger auch kleine Fische erbeuten können, gelten diese als – wenn auch minimale – Fischereischädlinge.